# Der Geisterseher

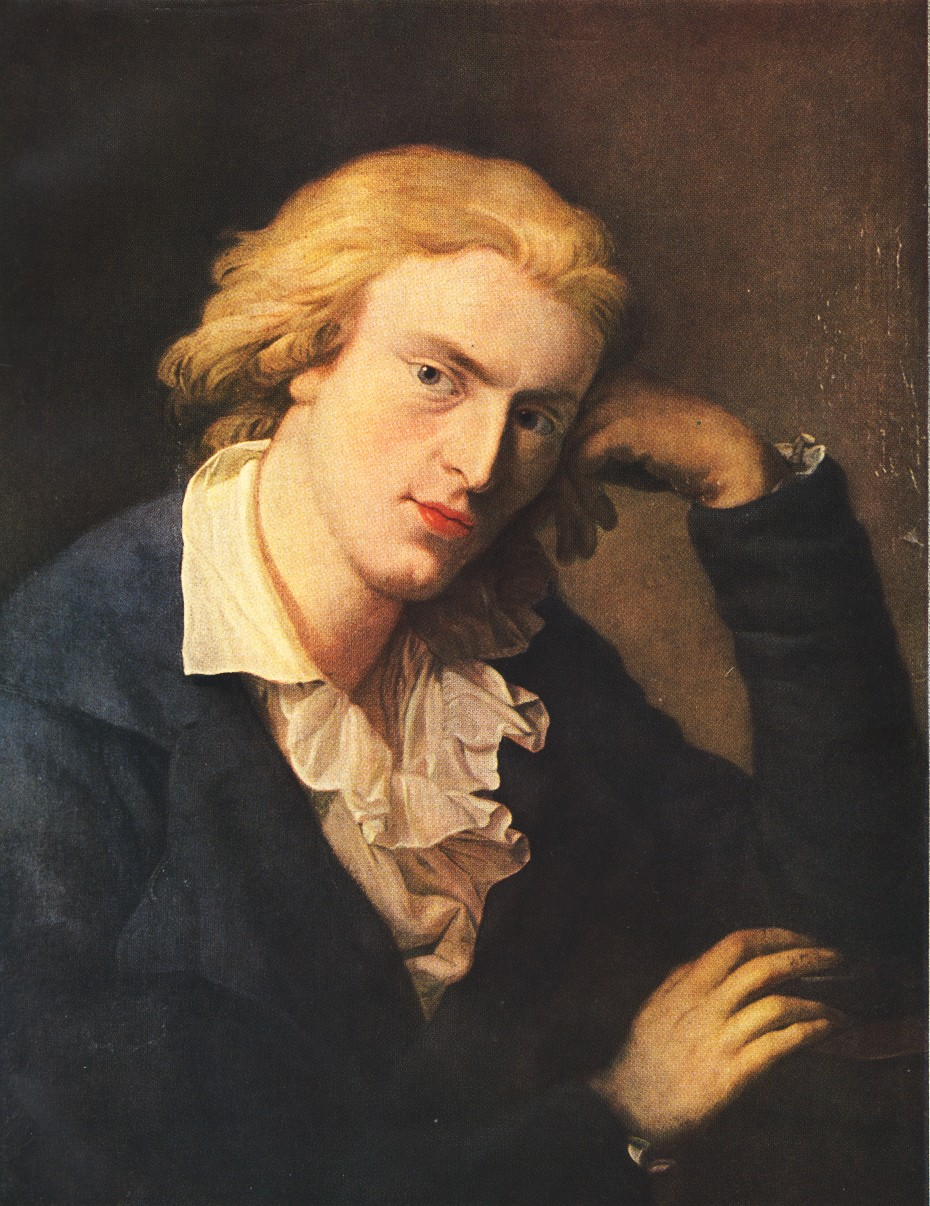
Friedrich Schiller, Ölgemälde (1786–1791) von Anton Graff

Der Geisterseher (Aus den Memoiren des Grafen von O**) ist ein Romanfragment Friedrich Schillers, das in mehreren Fortsetzungen zwischen 1787 und 1789 in der Zeitschrift Thalia erschien und später in drei Buchausgaben veröffentlicht wurde. Zeittypische Elemente wie Geisterbeschwörung, Spiritismus und Verschwörungen verknüpfend, kam der Text der Leseerwartung entgegen und brachte Schiller zu Lebzeiten den größten Publikumserfolg ein. Die romantische Schauer- und deutschsprachige Kriminalliteratur wurden durch ihn nachhaltig beeinflusst.
Schiller beschreibt in seiner Erzählung die Intrige einer jesuitischen Geheimgesellschaft, die einen protestantischen Prinzen zum Katholizismus bekehren und ihm zugleich die Krone in seinem Stammland sichern will, um dort die eigene Machtbasis auszubauen. Am Schicksal des Prinzen verdeutlicht Schiller den für ihn zentralen Konflikt zwischen Leidenschaft und Sittlichkeit, Neigung und Pflicht. In den religions- und geschichtsphilosophischen Passagen des Werkes zeigen sich seine Ideale der Aufklärung als Religions- und Gesellschaftskritik, die bereits auf die spätere intensive Beschäftigung mit Immanuel Kant hindeuten.
Stil und Struktur des Werkes sind wegen der schleppenden Entstehung und Schillers Abneigung gegenüber dem Projekt nicht einheitlich und reichen von rhetorisch stilisierter Prosa über dramatische, an Don Karlos erinnernde, Dialoge bis zu Kolportageelementen der Unterhaltungsliteratur.

## Inhalt

### Erzählsituation
Die Handlung ist den fiktiven Memoiren des Grafen von O** entnommen, die dem Leser von einem Herausgeber, der in der Thalia-Erstfassung mit S. unterschriebene Fußnoten-Kommentare beisteuert, vorgestellt wird. Darin beschreibt der Graf als Ich-Erzähler die Geschichte eines Prinzen, den er zur Karnevalszeit in Venedig besucht. Gleich zu Anfang betont der Graf, dass es sich um eine unglaublich scheinende Begebenheit handele, deren Augenzeuge er selbst gewesen sei und die er wahrheitsgetreu berichten wolle, denn „wenn diese Blätter in die Welt treten, bin ich nicht mehr und werde durch den Bericht, den ich abstatte, weder zu gewinnen, noch zu verlieren haben.“ Während im ersten Buch der Graf Augenzeuge aller wichtiger Ereignisse ist, gibt er im zweiten Teil die 10 Briefe des Baron von F** wieder, der ihn während seiner Abwesenheit von Venedig über den Fortgang der Ereignisse informiert.

### Erstes Buch

#### Der Prinz begegnet dem Armenier

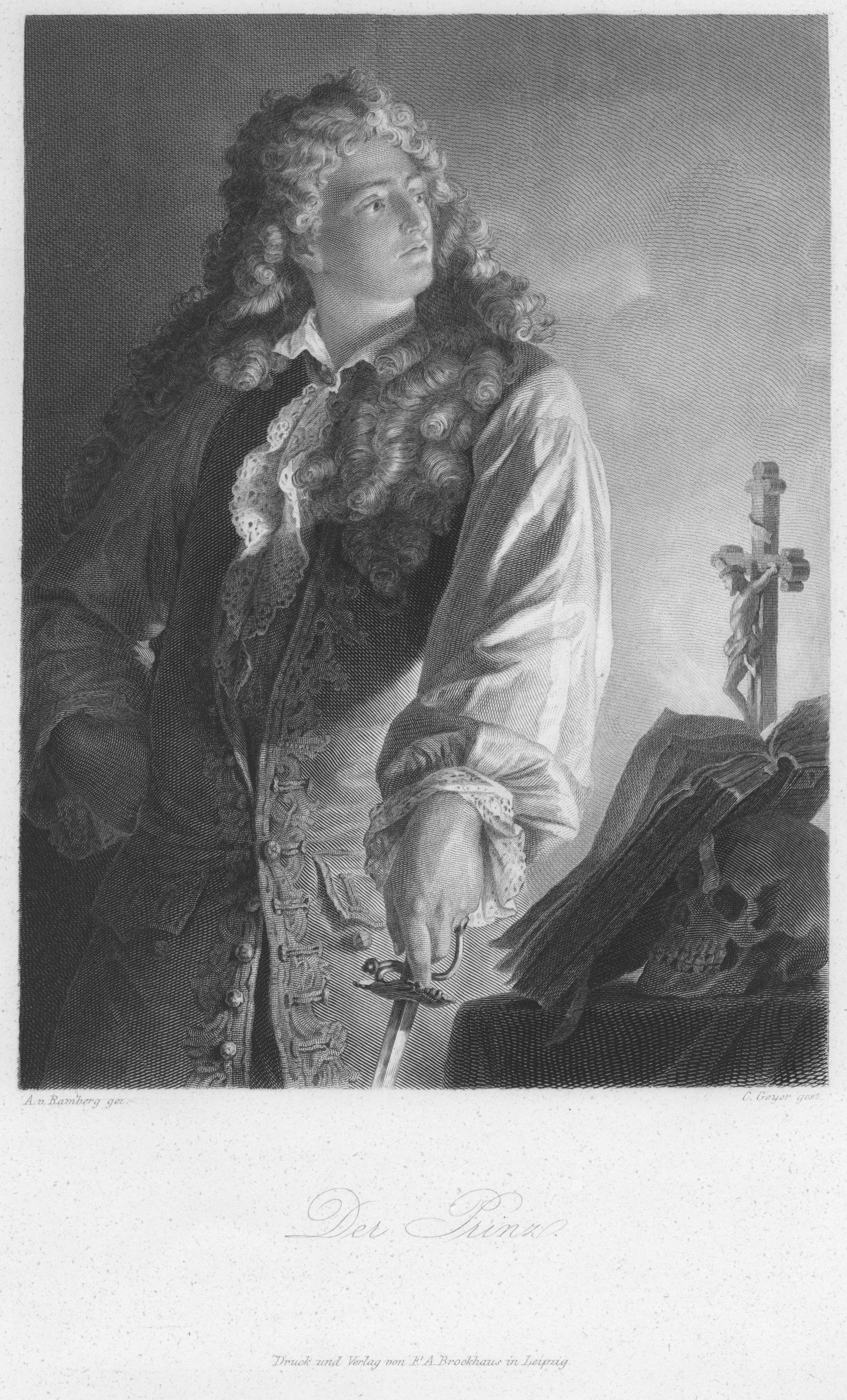
Der Prinz in der Schiller-Galerie (1859), Stahlstich von Conrad Geyer nach Arthur von Ramberg

Der Prinz, ein zurückhaltender, in seine Phantasiewelt verschlossener, melancholisch-ernster Charakter, hat sich in Venedig zurückgezogen und glaubt, in dieser „wollüstigen Stadt“ inkognito leben zu können. Er möchte sich frei und ohne Standespflichten entfalten, in der Zurückgezogenheit ein ruhiges Privatleben führen und sich nur mit geistvollen Dingen befassen. Seine geringen finanziellen Mittel hätten es ihm ohnehin nicht erlaubt, seinem Rang gemäß aufzutreten. So umgibt er sich mit wenigen, ihm ergebenen Vertrauten. Als dritter Erbfolger hat er keinen Ehrgeiz, die Regierungsgeschäfte in seiner Heimat zu übernehmen.
Eines Abends werden der Graf und er bei einem Spaziergang über den Markusplatz von einem maskierten Mann verfolgt, einem Armenier. Dieser erreicht sie schließlich durch das Gedränge und raunt einige seltsame Worte: „Wünschen Sie sich Glück, Prinz...um neun Uhr ist er gestorben.“ Rasch entfernt er sich und wird auch nach langer Suche nicht entdeckt. Sechs Tage später erfährt der Prinz, dass am Abend der unheimlichen Begegnung um neun Uhr sein Cousin gestorben ist. Mit dessen Tod erhöht sich für den Prinzen die Aussicht auf den Thron in seiner Heimat. Der Prinz aber möchte daran nicht erinnert werden: „Und wenn eine Krone für mich wäre gewonnen worden, ich hätte jetzt mehr zu tun, als dieser Kleinigkeit nachzudenken.“

#### Die Staatsinquisition
Am folgenden Abend flüchten die Freunde vor dem Regen in ein am Markusplatz gelegenes Kaffeehaus, in dem einige Personen Karten spielen. Der Prinz beobachtet das Spiel, bis ein Venezianer, den das Glück verlassen hat, den Prinzen in beleidigendem Tonfall auffordert, sich zu entfernen. Die Situation eskaliert, es kommt zu Handgreiflichkeiten und der Prinz wirft den Venezianer zu Boden. Andere Italiener rotten sich zusammen und verlassen das Haus. Die zurückbleibenden Gäste warnen den Prinzen und raten ihm, die Stadt sofort zu verlassen, da der ebenso wohlhabende wie einflussreiche Venezianer versuchen werde, ihn aus der Welt zu schaffen.
Plötzlich erscheinen Beamte der venezianischen Staatsinquisition und fordern die Freunde auf, sie zu begleiten. In einer Gondel bringt man sie an einen geheimen Ort und führt sie mit verbundenen Augen in ein Gewölbe. Als man ihnen die Binde abnimmt, stehen sie in einem Kreis schwarz gekleideter Staatsinquisitoren. Der Venezianer wird vorgeführt. Ein greiser Mann fragt den Prinzen, ob dies der Mann sei, der ihn beleidigt habe; der Prinz bejaht. Der Venezianer seinerseits gesteht, er habe den Prinzen ermorden lassen wollen. Vor den Augen des entsetzten Prinzen wird der Mann geköpft.

#### Die Geisterbeschwörung

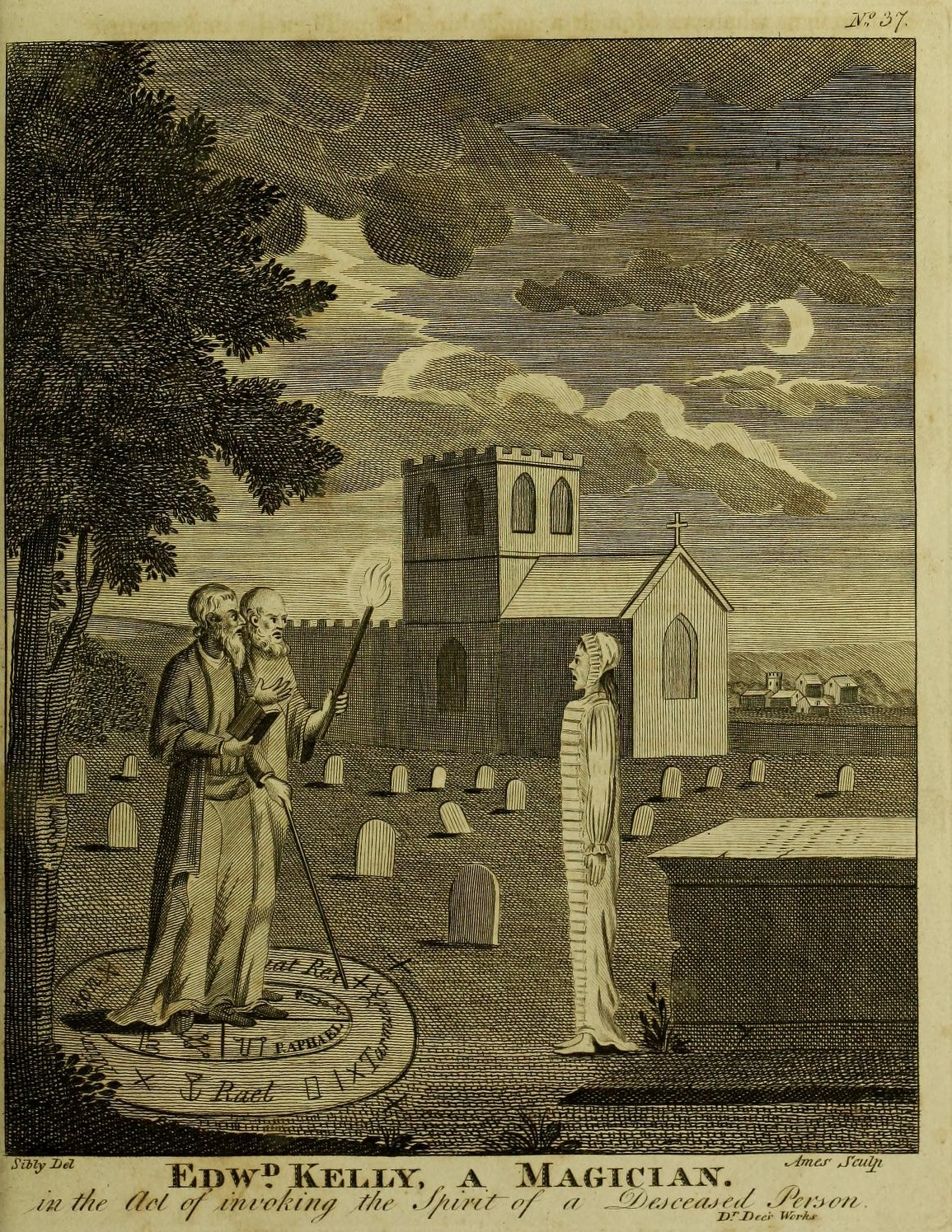
Die Zauberer John Dee und Edward Kelley rufen den Geist eines Toten hervor. Kupferstich in einem Buch über Astrologie und Okkultismus von 1806.

Seltsame Begebenheiten und Verwicklungen führen dazu, dass der Prinz sich nach einer langen Gondelfahrt über die Brenta mit großem Gefolge trotz vieler Zweifel auf eine Geisterbeschwörung einlässt, die von einem dubiosen sizilianischen Magier durchgeführt wird. Befragt, welchen Geist er zu sehen gedenke, entscheidet sich der Prinz für den des Marquis von Lanoy, eines Freundes, der in seinen Armen an einer Kriegsverletzung gestorben war. Da der Tod den „Faden seiner Rede“ zerschnitten hatte, möchte der Prinz die „Fortsetzung hören.“
Bei der unheimlichen Beschwörung, eingeleitet durch Blitz und Donner, erscheint an der Wand des Kamins eine bleiche Gestalt mit blutigem Hemd, und eine schwache Stimme ist zu hören.
Plötzlich wird der Vorgang durch einen weiteren Donnerschlag unterbrochen und eine „andere körperliche Gestalt, blutig und blass wie die erste, aber schrecklicher“, erscheint und versetzt den Magier in panischen Schrecken. Während die Gesellschaft entsetzt ist und ein englischer Lord den Geist erfolglos mit dem Degen angreift, bleibt der Prinz ruhig, erkennt seinen Freund Lanoy und erfährt in einem kurzen Gespräch, was dieser ihm noch sagen wollte. In einem russischen Offizier, der den am Boden liegenden Magier bedroht und dessen unergründliches Gesicht dem Grafen vorher bereits aufgefallen war, erkennt der Prinz den geheimnisvollen Armenier.
Etwas später wird der Magier verhaftet und seine Darbietung als Täuschung entlarvt; die zweite Erscheinung indes bleibt rätselhaft. Während der Graf auf die Unerklärlichkeit einiger Phänomene hinweist und Übernatürliches nicht ausschließen möchte, beharrt der Prinz auf einer rationalen Erklärung und erkennt eine gegen ihn gerichtete Intrige.

#### Die Erzählung des Magiers
Obwohl der Prinz die Täuschung durchschaut, haben die Vorgänge im weiteren Verlauf einen verhängnisvollen Einfluss auf sein Wesen und Verhalten.
Zunächst gelingt es ihm, mit dem inhaftierten Magier zu sprechen. Dieser erzählt ihm von dem unheimlichen Armenier, dem er schon einmal begegnet sei und der das Schicksal einer bekannten adligen Familie mit beeinflusst habe. Der Armenier erscheint in der detaillierten Erzählung des Magiers als „schreckliches Wesen.“ „Es gibt glaubwürdige Leute, die sich erinnern, ihn in verschiedenen Weltgegenden zur gleichen Zeit gesehen zu haben. Keines Degens Spitze kann ihn durchbohren, kein Gift kann ihm etwas anhaben, kein Feuer sengt ihn, kein Schiff geht unter, worauf er sich befindet. Die Zeit selbst scheint an ihm ihre Macht zu verlieren.“.
Der lange Bericht des Magiers umfasst auch eine Binnenerzählung, die von einer tragischen Liebesbeziehung handelt; in ihr spielt der geisterhafte Armenier ebenfalls eine zentrale Rolle.
Erneut disputieren die Freunde über den Bericht des Sizilianers; der Prinz verwirft alles als unglaubwürdig und verweist auf die niedere Gesinnung des Mannes ebenso wie auf die Gesetze der Natur. Es liege „im Charakter dieser Art Leute, dass sie solche Aufträge übertreiben und durch das Zuviel alles verschlimmern, was ein bescheidener und mäßiger Betrug vortrefflich gemacht hätte.“ „Wollen Sie lieber ein Wunder glauben, als eine Unwahrscheinlichkeit zugeben? lieber die Kräfte der Natur umstürzen, als eine künstliche und weniger gewöhnliche Kombination dieser Kräfte sich gefallen lassen?“, fragt er den Grafen, der entgegnet: „Wenn die Sache auch eine so kühne Folgerung nicht rechtfertigt, so müssen Sie mir doch eingestehen, dass sie weit über unsre Begriffe geht.“.

### Zweites Buch
Der Graf ist nur am Anfang und Ende der Handlung in Venedig anwesend. Über die Entwicklung informieren ihn zehn Briefe des Barons von F., der allerdings selbst nur lückenhaft Kenntnis der Ereignisse hat, da sich ihm der Prinz zunehmend verschließt und von anderen Personen beeinflusst wird, z. B. von einem verwandten Prinzen von**d**, seinem neuen Sekretär Biondello oder dem jungen italienischen Marchese von Civitella, .

#### Die Geheimgesellschaft Bucentauro
Die Veränderung des Prinzen wird immer deutlicher. Der vorher bescheiden und zurückhaltend Lebende stürzt sich in wilde Feste, lebt verschwenderisch über seine Verhältnisse und häuft Schulden an. Er tritt der ominösen Gesellschaft „Bucentauro“ bei, deren finstere Methoden der Graf zu durchschauen meint.
In der „bigotten, knechtischen Erziehung“ und einer autoritär vermittelten Religion in der Kindheit glaubt der Graf den Grund für die Verirrung des Prinzen zu begreifen. „Alle Lebhaftigkeit des Knaben in einem dumpfen Geisteszwange zu ersticken, war das zuverlässigste Mittel, sich der höchsten Zufriedenheit der fürstliche Eltern zu versichern.“ So sei es nicht verwunderlich, dass der Prinz „die erste Gelegenheit ergriff, einem so strengen Joche zu entfliehen – aber er entlief ihm wie ein leibeigner Sklave seinem harten Herrn, der auch mitten in der Freiheit das Gefühl seiner Knechtschaft herumträgt.“
Die Geheimgesellschaft versteht die Imagination des Prinzen auszunutzen und begünstigt „unter dem äußerlichen Schein einer edeln vernünftigen Geistesfreiheit die zügelloseste Lizenz der Meinungen.“ Dabei vergesse der Prinz, „dass Libertinage des Geistes und der Sitten bei Personen dieses Standes eben darum weiter um sich greift, weil sie hier einen Zügel weniger findet und durch keinen Nimbus von Heiligkeit“ begrenzt werde. Die Mitglieder dieser Gesellschaft beschimpften durch eine „verdammliche Philosophie und durch Sitten, die einer solchen Führerin würdig waren, nicht ihren Stand allein, sondern selbst die Menschheit.“
Die Gesellschaft rühmte sich ihres Geschmacks und feinen Tons, und die scheinbar in ihr herrschende Gleichheit zieht den Prinzen an. Die geistvollen Unterhaltungen von Mitgliedern „der gelehrten und politischen Welt [...] verbargen ihm lange Zeit das Gefährliche dieser Verbindung.“ Schrittweise „ging die reine, schöne Einfalt seines Charakters und die Zartheit seiner moralischen Gefühle verloren.“
Der Graf muss Venedig verlassen und erfährt die weiteren Entwicklungen aus zehn Briefen des dem Prinzen treu ergebenen Barons von F., die den Hauptteil des zweiten Buches bilden. Unter dem Eindruck der neuen Ideen lässt sich der Prinz immer mehr gehen, macht hohe Schulden und lernt den leichtlebigen Marchese Civitella kennen.

#### Philosophisches Gespräch
Im vierten Brief schildert der Baron ein Gespräch zwischen ihm und dem Prinzen über dessen Zahlungsschwierigkeiten wegen der ausbleibenden Wechsel vom Hof. Dieser scheint immer unglücklicher zu werden und gibt sich in der finanziell bedrängten Situation fatalistisch. Zu Beginn der Begegnung klagt er über sein Leben, seine gesellschaftliche Stellung und seinen Ruf. Er sei als Fürst das Geschöpf der „Meinung der Welt“. Könne er schon nicht glücklich sein, so sei ihm der künstliche Genuss nicht zu verwehren. Er ist offenbar in einer existentiellen Krise und auf der Suche nach einem höheren Sinn seines Lebens, den er am Ende des ersten Romanteils, für den Leser überraschend, in seiner Hinwendung zur katholischen Religion anscheinend gefunden hat.
In dem an diese geschäftliche-private Unterredung anschließenden langen philosophischen Dialog zeigt sich der Prinz jedoch noch von seinen derzeitigen moralphilosophischen Vorstellungen überzeugt. Beeinflusst von Gedanken der Aufklärung postuliert er eine autonome Persönlichkeit, die in ihrer Seele die ethischen Vorstellungen entwickelt: „Beinahe überall können wir mit unserm Verstande den Zweck der physischen Natur bis in den Menschen verfolgen.“ Auch er sei Wirkung einer Ursache, aber er sieht keinen Beweis für die „auswärtige Bestimmung“, die der Baron einfordert, und betont den mit der „moralischen Vortrefflichkeit“ verbundenen „Glückseligkeitstrieb[-] des Menschen“, in dem „die moralische Welt […] ein neues Zentrum“ anlegt, so dass dieser wie ein „Staat im Staate“ alle „seine Bestrebungen einwärts gegen ihn selbst richtet. […] Was mir vorherging und was mir folgen wird, sehe ich als zwei schwarze undurchdringliche Decken an, die an beiden Grenzen des menschlichen Lebens herunterhängen und welche noch kein Lebender aufgezogen hat. Schon viele hundert Generationen stehen mit der Fackel davor und raten und raten, was etwa dahinter dahinter sein möchte. Viele sehen ihren eigenen Schatten, die Gestalten ihrer Leidenschaft, vergrößert auf der Decke der Zukunft sich bewegen.“ Aus dieser begrenzten Erkenntnisperspektive leitet er seine Gedanken über die Ethik ab: „Das moralisch Wesen ist […] in sich selbst vollendet und beschlossen […] Um vollkommen zu sein, um glücklich zu sein, bedarf das moralische Wesen keiner neuen Instanz mehr. […] Was mit ihm werde, muß ihm für seine Vollkommenheit gleichviel sein.“ Die kleinere oder größere Wirkung einer moralisch motivierten Tat sei für ihren Wert gleichgültig. Der Mensch müsse wirken, trage aber für die Folgen keine Verantwortung, weil sie außerhalb seines Einflusses auf die Ereignisketten liege. Am Ende des Dialogs weist der Baron den Prinzen auf den Widerspruch zwischen seiner Theorie und seiner persönlichen Situation hin: „Sie gestehen, daß der Mensch alles in sich schließe, um glücklich zu sein […] und Sie selbst wollen die Quelle ihres Unglücks außer sich suchen. Sind ihre Schlüsse wahr, so ist es ja nicht möglich, daß Sie auch nur mit einem Wunsche über diesen Ring hinausstreben, in welchem Sie den Menschen gefangen halten.“ Der Prinz muss diese Diskrepanz zwischen Idee und Realität eingestehen.
Das Gespräch, das strukturell an einen platonischen Dialog erinnert, da der Baron nur als Stichwortgeber fungiert, wurde in der zweiten und dritten Buchausgabe von über 20 auf ca. 3 Seiten gekürzt.

#### Die schöne Frau

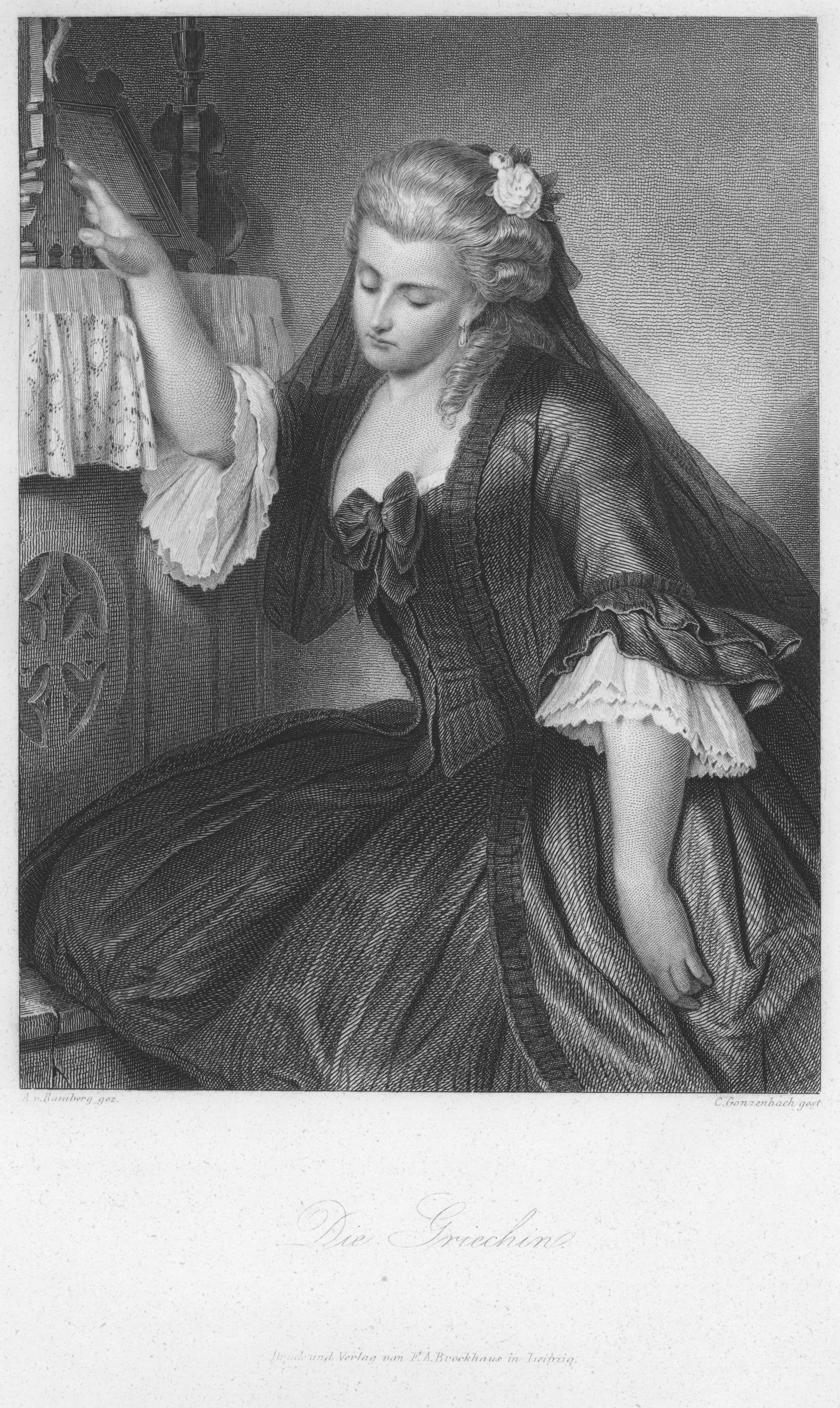
Die Griechin in der Schiller-Galerie (1859), Stahlstich von Carl Arnold Gonzenbach nach Arthur von Ramberg

Die Abreise aus Venedig, die vom Hofe gefordert wird und auf die der Baron hofft, verzögert sich, weil der Prinz einer schönen Frau verfällt, die er bei einem Ausflug zur Inselgruppe Giudecca in einer dunklen Kirche im Licht des untergehenden Tages erblickt. Er vergöttert ihre Schönheit und beschreibt sie dem Baron mit enthusiastischem Überschwang. „Aber wo finde ich Worte, Ihnen das himmlisch schöne Angesicht zu beschreiben, wo eine Engelseele, wie auf ihrem Thronensitz, die ganze Fülle ihrer Reize ausbreitete?“ Auf die schlichte Beschreibung des Barons, es handele sich um Liebe, verwirft der Prinz das Wort: „Muß es denn notwendig ein Name sein, unter welchem ich glücklich bin? Liebe! – Erniedrigen Sie meine Empfindung nicht mit einem Namen, den tausend schwache Seelen missbrauchen! Welcher andere hat gefühlt, was ich fühle? Ein solches Wesen war noch nicht vorhanden – wie kann der Name früher da sein als die Empfindung? Es ist ein neues, einziges Gefühl, neu entstanden mit diesem neuen einzigen Wesen, und für dieses Wesen nur möglich ! – Liebe! Vor der Liebe bin ich sicher!“
Um seinen weiteren Aufenthalt zu ermöglichen und die Frau persönlich kennenzulernen, geht er auf das Angebot des großzügigen Marchese Civitella ein und borgt sich viel Geld. Die Suche nach der unbekannten Frau, die er zunächst für eine vornehme Griechin hält, die sich aber als adlige Deutsche entpuppt, ist lange Zeit erfolglos; endlich trifft er sie bei einer Schiffsfahrt von Chiozza über Murano nach Venedig, es kommt zu dem lange erwarteten Gespräch, weiteren Begegnungen und einer schwärmerischen Liebesbeziehung: Er verbringt seine Zeit nur noch mit der Angebeteten, und alle Gedanken drehen sich um sie, dass er wie ein Träumender umhergeht und ihn nichts weiter interessiert.
Der Prinz ist schließlich „mit seinem Hofe zerfallen“ und wird in einem Brief heftig angeklagt, ein ausschweifendes Leben zu führen, auf „Visionärs und Geisterbanner“ zu hören und mit katholischen Geistlichen in „verdächtigen Verhältnissen zu stehen.“ Dieser fühlt sich missverstanden und verleumdet und beklagt seine Abhängigkeit vom Regenten: Es gebe nur „einen Unterschied unter den Menschen – Gehorchen oder Herrschen!“

#### Die Konversion zum Katholizismus
Am Ende des Fragments erfährt der Graf, dem die letzten Briefe des Barons zurückgehalten worden waren, in einem kurzen Schreiben von tragischen Wendungen und rätselhaften Ereignissen: der Marchese wurde schwer verwundet, sein Onkel, der Kardinal A***i, beschuldigt offenbar den Prinzen und beauftragt Meuchelmörder. Die schöne Deutsche hoher, vermutlich illegitimer Abstammung, die sich deshalb vor Verfolgungen verstecken muss, wird vergiftet. Am Sterbebett will sie den Prinzen bewegen, ihr auf dem Weg in den Himmel zu folgen, doch er widersteht dem Wunsch. Nicht nur der Hof, sondern auch seine Schwester Henriette weigern sich, ihn weiterhin finanziell zu unterstützen und begründen dies mit seinem ausschweifenden Lebenswandel und seiner Annäherung an die katholische Kirche: Die „alleinseligmachende Kirche“ habe an dem Prinzen „eine glänzende Eroberung gemacht.“
Der Baron bittet den Grafen, schnell nach Venedig zu kommen, um bei der Rettung des Prinzen zu helfen. Nach seiner überstürzten Reise findet er jedoch eine andere Situation als erwartet vor: der Marchese hat überlebt und sein Onkel ist versöhnt, die Schulden sind bezahlt. Der Prinz empfängt ihn nicht. Der Baron, bettlägerig krank, teilt ihm mit, er könne wieder zurückreisen, der Prinz bedürfe nicht mehr seiner Hilfe. Er sei in den Armen des Armeniers glücklich und höre die erste Messe.
Mit dem Satz „An dem Bette meines Freundes erfuhr ich endlich die unerhörte Geschichte“ bricht der Roman ab. Viele Fragen des Lesers bleiben offen. Verschiedene Andeutungen im Text lassen vermuten, dass im weiteren Verlauf aufgedeckt werden sollte, die Intrige, der der Prinz die ganze Zeit über ausgesetzt war, sei über seine persönliche Konversion zum Katholizismus hinausgegangen: Es sei darum gegangen, dem Heiligen Stuhl Einfluss auf ein protestantisches deutsches Fürstentum zu verschaffen, außerdem habe der Prinz auf ein Verbrechen vorbereitet werden sollen, mit dem er sich einen ihm nicht zustehenden Thron verschafft hätte.

## Entstehung

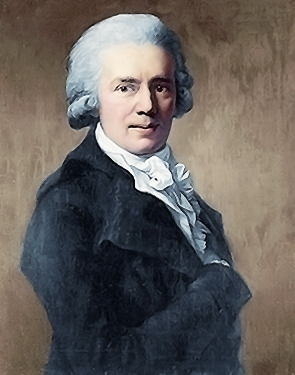
Christian Gottfried Körner förderte die Entstehung des Geistersehers

Schiller beschäftigte sich 1786 erstmals mit dem Sujet, um neues Material für seine Zeitschrift Thalia zu erhalten. Der erste Teil des „Geistersehers“ erschien Oktober 1787 im vierten Heft, der letzte im November 1789. Die bis heute publizierte Buchausgabe von 1798 ist ein Text, den Schiller dreimal überarbeitet und zweimal in der Gesamtkonzeption umgestaltet hat.
Als Schiller den ersten Teil im Sommer 1786 niederschrieb, lebte er in Dresden und korrespondierte mit seinen Freunden Christian Gottfried Körner sowie Ludwig Ferdinand Huber. Der begeisterungsfähige Huber unterstützte und begleitete den Entstehungsprozess. Er übersetzte die „Verschwörung des Marquise von Bedemar gegen die Republik Venedig im Jahre 1618“ und machte den Dichter mit Venedig und seiner Atmosphäre vertraut. Schillers 1786 geschriebener erster Text über das „geheimnisvolle Venedig“ ist ohne Hubers Hilfe nur schwer vorstellbar.
Für den Geisterseher unterbrach er seine Arbeit am Drama Don Karlos, dessen Motive – Freiheitsdrang, Utopie, Idealismus, Verschwörung und Intrigengeflecht – in der Erzählung, wenn auch variiert, ebenfalls zu finden sind. Geht es im „Don Karlos“ u. a. um eine „republikanische Verschwörung von links“, so in der Erzählung um eine „Verschwörung von rechts.“ Offenbar hat Schiller in seinem Roman die Biographie des Freundes aufgegriffen und kreativ verarbeitet: Körners Jugend in der Figur des Prinzen, seine mystizistischen Frankreich-Erfahrungen mit seinem Pariser Verführer Touzai Duchanteau, einem Mitglied der französischen Loge Chercheurs de la Verité, dann, als Therapeutikum dieser Verirrungen, die Kantische Vernunftphilosophie und seine Nähe zu den radikal-aufklärerischen Gemeinschaften der Illuminaten und der Freimaurer.
Nachdem Schiller 1787 von Dresden nach Weimar übergesiedelt war, stand er vor der Frage, ob er den Roman rasch fortsetzen sollte, was ihm neben dem guten Einkommen auch weiteren Ruhm eingebracht hätte, oder bei einem Werk der Historie zu bleiben, der 1786 begonnenen „Geschichte der merkwürdigsten Rebellionen und Verschwörungen“. Da er sich für letzteres entschied, versiegte sein Interesse am Geisterseher zunächst.
Mehrfach schob er die Fortsetzung hinaus, war von Zweifeln geplagt und bereute, sich auf das Projekt eingelassen zu haben. Schiller hatte seinen Text zunächst als planlos geschriebene Studie über Scharlatane und Intrigen begonnen und brauchte für die auftauchenden Motive eine Ordnung, die er nicht zu bewältigen glaubte. „Welcher Dämon hat ihn mir eingegeben“, schrieb er am 6. März 1788 an Körner, er könne „dem verfluchten Geisterseher“ kein Interesse abgewinnen. „Der Geisterseher, den ich eben jetzt fortsetzte, wird schlecht – schlecht, ich kann nicht helfen.“ Nur bei wenigen Beschäftigungen sei er sich des „sündlichen Zeitaufwandes so bewusst [...], als bei dieser Schmiererei.“
Nachdem das Publikum wie die Kritik auf die Fortsetzung im fünften Heft der Thalia erneut begeistert reagiert hatten, erkannte Schiller die pekuniären Möglichkeiten und entschied sich für eine Fortsetzung in Form einer großen Buchausgabe.
Selbst diese Herausforderung vermochte ihn nicht zu bewegen, regelmäßiger zu schreiben. Endlich kam er auf die Idee, Erfahrungen sowie philosophische Ideen in dem Roman zu verarbeiten. So entstanden das mit den Philosophischen Briefen thematisch verwandte philosophische Gespräch und die Erzählung über die schöne Frau, die im sechsten und siebten Heft erschienen.
Mit dem philosophischen Gespräch wurde das Projekt für Schiller interessanter, wie er Körner gestand. Das gehaltvolle Gespräch ermögliche es ihm, den Prinzen mit der „Freigeisterei“ zu konfrontieren. Körner hingegen hielt das Gespräch für zu lang und nicht notwendig. Das Gespräch behandelt skeptische bis düstere Aspekte von Schillers Geschichtsverständnis und setzt sich somit von der „positiven“ „Antrittsvorlesung“ von 1789 ab.
Zwischen 1789 und 1798 erschienen drei Buchausgaben. In der zweiten und dritten Ausgabe kürzte Schiller das philosophische Gespräch.

## Hintergrund
Literarische Vorbilder sind nicht zu ermitteln. Die Handlung ist fiktiven Charakters, nimmt aber einige historische Elemente mit auf.

### Graf von Cagliostro oder Touzai Duchanteau

Giuseppe Balsamo, das reale Vorbild des unheimlichen „Armeniers“

Obwohl ein eindeutiger Beweis nicht vorliegt, vermutet man seit der 1903 publizierten Studie Adalbert von Hansteins Wie entstand Schillers Geisterseher, dass Vorbild für die unheimliche Figur des „Armeniers“ der italienische Hochstapler und Alchemist Giuseppe Balsamo war, der in Europa als Graf von Cagliostro auftrat und mit Zaubertricks und Geisterbeschwörungen für einiges Aufsehen sorgte. Seine spektakulären Auftritte in hohen Gesellschaftskreisen, die Wirkung, die er mit seinen Kunststücken auf empfängliche Gemüter ausübte, verarbeitete Schiller in den detailliert geschilderten Szenen der Geisterbeschwörung.
Cagliostro gelang es, sich bei spiritistischen Séancen immer wieder erfolgreich als Geisterbeschwörer in Szene zu setzen.
1791 wurde er auf Veranlassung des Papstes in Rom als Hochverräter verhaftet. Man vermutete, er plane eine Verschwörung gegen den Heiligen Stuhl und würde mit Geheimlogen in Verbindung stehen. Das Todesurteil des Indizienprozesses wurde in lebenslange Haft umgewandelt.
Schiller hatte in seiner Eigenschaft als Redakteur der Stuttgarter Zeitung „Nachrichten zum Nutzen und Vergnügen“ bereits im Jahre 1781 von den seltsamen Begebenheiten des Falles erfahren. In der Ausgabe vom 17. Juli 1781 übernahm und bearbeitete er den eine Woche zuvor in einer anderen Zeitung erschienenen Artikel „Calliostro“.
Später las Schiller, neben einem Aufsatz, Elisa von der Reckes 1787 erschienenes Buch „Nachricht von des berühmten Cagliostro Aufenthalt in Mitau“, in dem der „Graf“ als Schwindler entlarvt und sein Treiben aufgedeckt wurde.
Die schillernde Figur Cagliostros regte auch die Phantasie anderer Dichter an. Während seiner Italienischen Reise besuchte Goethe im Frühjahr 1787 die Familie Balsamos, um Näheres über dessen Herkunft zu erfahren. Aus seinen 1817 publizierten Reisenotizen geht hervor, dass er sich bereits länger mit ihm befasst hatte. In dem Lustspiel Der Groß-Cophta skizzierte er das ironisch gebrochene Bild des Magiers und führte ihn als Schwindler vor.
Christiane Krautscheid verweist auf ein anderes mögliches Vorbild beider Magierfiguren: „Körners Verführer aus der Pariser Zeit, Touzai Duchanteau. […] Der Armenier ähnelt weit weniger einem Scharlatan à la Cagliostro als vielmehr einem magischen Verführer wie Duchanteau, der über ungewöhnliche Verführungsmacht und mystische Menschenkenntnisse verfügte und dazu recht lockere Sitten pflegte.“

### Geschichte Württembergs

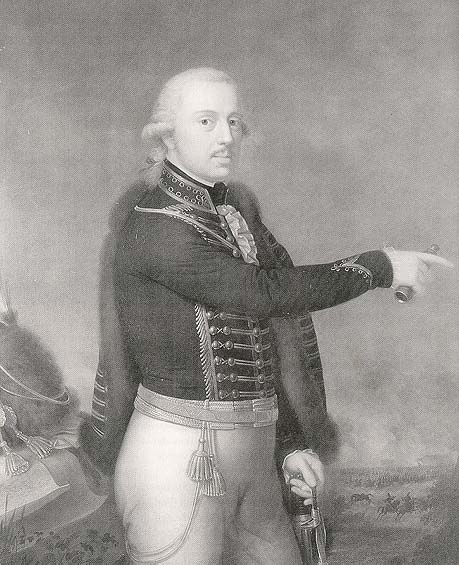
Herzog Eugen von Württemberg prägte die Figur des Prinzen

Der württembergische Herzog Carl Eugen war wie seine ihm folgenden Brüder Ludwig Eugen und Friedrich Eugen privatim katholisch, das Herzogtum Württemberg als Staat nach den Bestimmungen des Westfälischen Friedens jedoch lutherisch; der Thronerbe Herzog Friedrich Eugens sollte vertragsgemäß Lutheraner sein.
Ein Neffe des Herzogs, Friedrich Heinrich Eugen Herzog von Württemberg, ein Pietist, Rosenkreuzer und theosophisch orientierter Freimaurer, lieferte Schiller das Material für die tragische Figur des Prinzen. Im Juli 1786 veröffentlichte er einen Aufsatz, in dem er die Existenz von Geistern bejahte und Geisterbeschwörungen für zulässig erklärte. Wie sein ältester Bruder Friedrich Wilhelm Karl wurde er lutherisch erzogen, entstammte aber einer zweifach andersgläubigen „Mischehe“: Sein Vater, Friedrich Eugen Herzog von Württemberg, war römisch-katholisch, seine Mutter, Friederike Dorothea Sophia Herzogin von Württemberg, geb. Prinzessin zu Brandenburg[-Schwedt] und Prinzessin in Preußen, war wie das brandenburgisch-preußische Herrscherhaus Hohenzollern calvinistisch.
Die verwickelten, potentiell labilen Konfessionsverhältnisse ließen nun den Verdacht wachwerden, die Jesuiten könnten die protestantische Erbfolge zu hintertreiben versuchen.
Die Mutter des Prinzen stand mit Friedrich Christoph Oetinger in Verbindung, der sich für den schwedischen Visionär und Mystiker Emanuel Swedenborg auch als Übersetzer engagierte.
Ein junger Freund Oetingers, Karl Friedrich Harttmann, war 1774 bis 1777 als Professor für Religion Schillers Lehrer an der Karlsschule. Ein Neffe Oetingers, der theosophisch orientierte Freimaurer Johann Christoph Dertinger war zeitweilig Rentkammerdirektor in Stuttgart und einer der engsten Freunde von Schillers Vater, Johann Kaspar Schiller. Am 24. September 1784 machte er Schiller auf den bevorstehenden Besuch Johann Christoph Dertingers aufmerksam. Es ist denkbar, dass Schillers Romanfragment auch aus diesem Umfeld beeinflusst wurde. Dafür spricht, das ein anderer Neffe Oetingers, Eberhard Christoph Ritter und Edler von Oetinger nicht nur Mitglied der Freimaurerloge Zu den drei Zedern in Stuttgart war, sondern später zeitweilig auch „Superior“ (Chef) der Stuttgarter Illuminaten.

### Geisterseherei und Aufklärung
Es kennzeichnet Schillers Werk, dass übernatürliche Erscheinungen in ihm nur selten eine Rolle spielen und das Wort Gespenst in Dramen wie Kabale und Liebe, Wallenstein, Maria Stuart und Die Jungfrau von Orleans meist als rhetorisches Stilmittel im Sinne eines Schreckbildes verwendet wird, sich somit in der Regel nicht auf Geister bezieht.
Sein Wissen über Geisterbeschwörungen bezog Schiller u. a. aus Semlers Sammlungen von Briefen und Aufsätzen über die „Gaßnerischen und Schöpferischen Geisterbeschwörungen“ und Funks „Natürliche Magie“.
Das Zeitalter der Aufklärung förderte die Vorherrschaft des Rationalismus, wenngleich daneben eine „Nachtseite“ der Aufklärung bestand, Französisch gesprochen, neben den „Lumières“ der „illuminisme“. Die Epoche bot also eine rational-irrationale Zwittermentalität. Der Rationalismus hatte das Okkulte ins Reich des Absurden verwiesen und vielfach magische Elemente zugunsten einer rationalen Erklärung verdrängt. Mit dem Aufkommen der Romantik und ihrer Hinwendung zu den dunklen Seiten der Seele schien diese Verdrängung überwunden.
Mit dem Schwinden des Reizes, den der Rationalismus innerhalb der Aufklärung ausgeübt hatte, stieg die Faszination für das Geheimnisvolle und verhalf diesem zu einer neuen Blüte und Vorherrschaft. Da man sich in aristokratischen Kreisen mit Tischerücken und ähnlichen Phänomenen beschäftigte und mit der Vernunft spielte, das Wunderliche somit selbstbewusst auftreten konnte, hatten neue auftauchende Wunderheiler, die man zuvor noch zurückgewiesen hatte, die Gelegenheit, sich effektvoll in Szene zu setzen. In Städten liefen Menschen zusammen, um selbsternannten Propheten zuzuhören, die vom Weltuntergang oder der Wiederkehr des Messias predigten. In Leipzig gelangte der Gastwirt Schrepfer als Totenbeschwörer zu einer kurzen Berühmtheit, und in Sachsen und Thüringen machte der Teufelsaustreiber Gaßner von sich reden.
Dass Schiller skeptische Positionen vertrat, zeigt sich in Diskussionen, die er über einschlägige Modeerscheinungen wie Mesmerismus und elektromagnetische Therapieverfahren führte. Mit Johann Joachim Christoph Bode sprach er im September 1787 über Freimaurer und Methoden magnetischer Heilverfahren, mit denen er sich intensiv beschäftigt hatte.
Nachdem er im Mai 1788 die erste Fortsetzung seines Romans fertiggestellt hatte, ließ er sich von Herder in ein Gespräch verwickeln, das sich um Medien drehte, die im Ruf standen, über magnetische Kräfte zu verfügen. Während Herder diesen Fragen aufgeschlossen gegenüberstand, reagierte Schiller ablehnend.

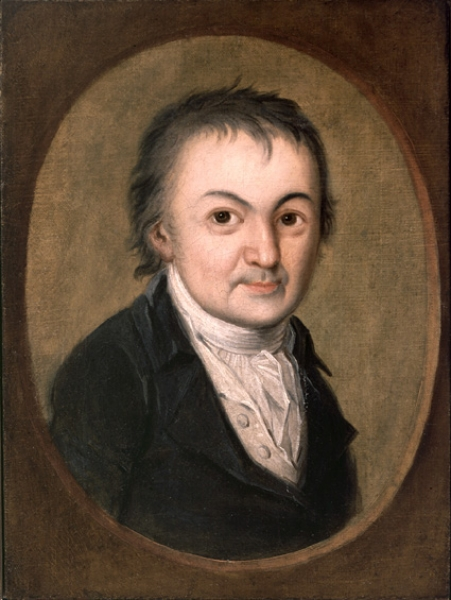
Eberhard Gmelin, Anhänger des animalischen Magnetismus (ca. 1795)

Während seiner Zeit in Heilbronn, lernte er Eberhard Gmelin kennen, der zu den bekanntesten Anhängern des animalischen Magnetismus gehörte. Auch nach einem sehr langen Gespräch ließ er sich von der Wirksamkeit derartiger Methoden nicht überzeugen. Im Vergleich zu Goethe und Schelling hielt sich sein Interesse an spekulativen Richtungen innerhalb der Wissenschaften sowie gegenüber Lehransätzen des Unbewussten in Grenzen. Trotz vieler Gespräche mit dem begeisterten Körner, sowie später mit Schelling und Goethe, dominierte die Skepsis, so dass sich auch seine früheren naturphilosophischen Neigungen nicht wieder aktivieren ließen.
In seiner Abhandlung Vom Erhabenen erklärte Schiller vier Jahre nach Erscheinen des Geistersehers die Angst vor Nacht und Dunkelheit mit Gefahren, die für die Phantasie in ihnen lauern können. Die Finsternis selbst sei zum Erhabenen tauglich und wirke nur deswegen „schrecklich ..., weil sie uns die Gegenstände verbirgt, und uns also der ganzen Gewalt der Einbildungskraft überliefert...“
Man fühle sich „der verborgenen Gefahr wehrlos bloßgestellt. Darum setzt der Aberglaube alle Geistererscheinungen in die Mitternachsstunde ...“

Arthur Schopenhauer versuchte, das Geistersehen zu erklären

Von einer Rehabilitierung der Gespenster sprach Arthur Schopenhauer in seinem „Versuch über das Geistersehn“. Abfällig schrieb er von „dem superklugen verflossenen Jahrhundert [des Rationalimus]“, „dem Skeptizismus der Ignoranz“ und nannte diejenigen unwissend, welche die „Tatsache des animalischen Magnetismus und seines Hellsehns“ bezweifelten. Die metaphysischen wie empirischen Beweise gegen die Existenz der Geister seien nicht überzeugend. Es liege schon „im Begriff eines Geistes“, dass man ihn anders wahrnehme als einen Körper. Das Bild eines Geistes erscheine wie das von Körpern ebenfalls in der Anschauung; auch wenn es ohne das von Körpern reflektierte Licht auskomme, sei also vom gesehenen Bild eines Geistes nicht zu unterscheiden.
Damit grenzte sich Schopenhauer von Immanuel Kant ab, der mit den – zu seiner vorkritischen Phase gehörenden – Träumen eines Geistersehers auf Emanuel Swedenborg reagiert und spöttisch über die „Geisterseher“ geschrieben hatte. Der dogmatische Metaphysiker sei demnach wie ein „Träumer der Vernunft“ und unterscheide sich nicht von einem schwärmerischen Geisterseher, könnten beide doch auf ihrem Gebiet viel meinen aber wenig beweisen oder widerlegen.
Kant bestritt nicht „den Wahnsinn in dergleichen Erscheinung“, betrachtete ihn indes nicht als Folge, sondern „Ursache einer eingebildeten Geistergemeinschaft“ und fragte provokativ, welche Torheit nicht mit einer „bodenlosen Weltweisheit könnte in Einstimmung gebracht werden.“ Er verdenke dem Leser nicht, „wenn er, anstatt die Geisterseher vor Halbbürger der andern Welt anzusehen, sie kurz und gut als Kandidaten des Hospitals abfertigt, und sich dadurch alles weiteren Nachforschens überhebt“.
Ähnlich wie Kant bewertete der Schriftsteller Adolph Freiherr Knigge das Phänomen. In seinem bekanntesten Werk Über den Umgang mit Menschen bezeichnete er das Geistersehen als Täuschung und die „Leute dieses Gewerbes“ als „mystische Betrüger“. Es sei indes eine ansteckende Schwärmerei, aus unerklärlichen Tatsachen falsche Schlüsse zu ziehen, Täuschungen für Realität, „Märchen für wahr“ zu halten. Entlarve man einen Geisterseher, solle man sich nicht scheuen, den Betrug anzuzeigen, um andere zu warnen.

### Geheimgesellschaften
Als die Erzählung entstand, erregten Phantasien über Komplotte, Logen und Geheimbünde das Interesse der Öffentlichkeit. Den historischen Hintergrund dafür bildete das Wechselspiel der Geheimbünde von Jesuiten, Rosenkreuzern, Freimaurern und Illuminaten. So wurden die seit 1773 verbotenen Jesuiten verdächtigt, mit ihren Machenschaften evangelische Thronfolger zum Übertritt zur katholischen Kirche zu bewegen. In der Familie des württembergischen Herzogs war es zu Konversionen gekommen: Carl Eugens Vater, Herzog Carl Alexander, war zum römischen Katholizismus übergetreten, ein Faktum, das Schillers besonderes Interesse fand.
Aus diesem bedrohlichen Grundgefühl heraus entwickelte sich das Genre des Bundesromans, das vom Geisterseher Schillers entscheidend geprägt wurde. Mit „wohligem Grausen“ erfuhren die Leser von den Machenschaften und Verschwörungen elitärer Geheimgesellschaften. Ende des 18. Jahrhunderts entstanden über zweihundert, überwiegend der Trivialliteratur zugehörige einschlägige Werke. Auch Schiller begab sich mit seiner Erzählung in diese dubiose und mystifizierte Welt, welche am Vorabend der Französischen Revolution die europäische Öffentlichkeit beschäftigte.

## Erzähltechnische Besonderheiten
Mit der Fortführung des Romans, die von Schiller angekündigt, von den Lesern und der Kritik gewünscht wurde, konnte er sich auf einen finanziell einträglichen Fortsetzungsroman einlassen, verzichtete aber auf einen Abschluss des Werkes. Neben den Abderiten von Christoph Martin Wieland zählt der „Geisterseher“ zu den Werken, die dieses Genre etablierten. Zahlreiche Elemente der Unterhaltungsliteratur wie seltsame Symbole, Andeutungen und Täuschungseffekte, falsche Fährten und Spuren sprechen die Neugier der Leser an. Der jagende Erzählstil, bei dem sich – vor allem im ersten Teil – die Ereignisse überschlagen und zu dem die eher kurze Zeichnung der Nebenfiguren gehört, treibt das Geschehen voran.

### Perspektivische Darstellung
In einem Brief vom 12. Februar 1789 bezeichnete Schiller sein Werk als Farce. Aus dieser Wertung folgt, dass er seinen Text von der Struktur eines Romans abhebt, was sich im Aufbau der Erzählstruktur widerspiegelt.
Schiller spielte virtuos mit unterschiedlichen Wirklichkeitsebenen, indem er verschiedene Erzähler wie den Grafen von O**, den Baron von F**, den sizilianischen Magier und den Marchese Civitella aus ihrer spezifischen und begrenzten Perspektive die Vorgänge beobachten und von ihnen berichten lässt.

### Fiktionalität
Die Frage der Authentizität und Wahrheit, die an der Augenzeugenschaft festgemacht wird, spielte für Schiller eine wichtige Rolle.
Die Sprachverwendung fiktionaler Rede ist durch den scheinbar paradoxen Wahrheitsanspruch charakterisiert, etwas als wirklich zu behaupten, was nur auf die imaginierte Welt der Erzählung, nicht aber auf unsere Realität zutrifft.
Bei diesem Text weiß der Leser, dass es sich um Fiktion handelt, will sich aber auf den Strom der Imagination einlassen.
Auf dieses (heute bekannte) Problem fiktionalen Erzählens ging Schiller selbst ein, indem er erklärte, dass der Leser mit dem Verfasser einen stillschweigenden Vertrag schließen müsse, um seine Imagination treiben lassen zu können. Dies ermögliche dem Dichter, sich über die angemessenen Gebote von Wahrscheinlichkeit und Richtigkeit hinwegzusetzen. Im Gegenzug verzichtete der Leser auf eine tiefere Wahrheitsprüfung des Geschehens.
Der Text verdeutlicht das Problem von Wahrheit und ihrer sprachlichen Vermittlung und damit auch die Grenzen dieser besonderen Erzählform, die in ihren unterschiedlichen Spielarten bis in die heutige Zeit verwendet wird. Als Schiller diese Grenzen 1787 erkannte, entschied er zunächst, den Roman nicht fortzusetzen, sondern sich mit wissenschaftlicher Geschichtsschreibung zu befassen.

### Scheinauthentizität
Durch gelegentliche Anmerkungen des Autors Schiller, die in der Thalia-Erstfassung mit dem Kürzel „S“ gekennzeichnet sind, gibt der Verfasser seinem Werk ein scheinauthentisches Gepräge. Er fingiert die historische Wahrheit, indem er wie ein Redakteur auftritt und eine angeblich überlieferte Schrift, „aus den Memoiren des Grafen von O“ herausgibt. Schon am Anfang schreibt er, nur der „historischen Wahrheit“ verpflichtet zu sein und von Begebenheiten zu berichten, die er selbst erlebt habe.
Die Memoirenliteratur besaß eine bis zur Antike reichende Tradition und hatte wegen ihrer historischen Distanz zum aktuellen Zeitgeschehen den Vorteil, von der Zensur meist weniger behelligt zu werden. Der Autor, der über eigene Erlebnisse oder bestimmte Personen schrieb und selbst öffentlich bekannt war, bürgte für die gewünschte Authentizität dieser historischen Schreibart. So verlangte Johann Joachim Eschenburg vom Memoireschreiber „Treue und Wahrheitsliebe“ als „heilige Pflicht von Geschichtschreibern und Biographen“, deren „Lebensbeschreibung kein idealischer Roman werde, sondern auf wirklichen Tatsachen gegründet [...] seyn soll.“
Dieser Ansatz findet sich bereits in den ersten Zeilen des Romans, die Schiller so formuliert: „Ich erzähle eine Begebenheit, die vielen unglaublich scheinen wird, und von der ich großenteils selbst Augenzeuge war.“
Dass der Ich-Erzähler sich am Beginn des Textes als Zeuge des Geschehens ausgibt, um Echtheit zu verbürgen, ist ein Mittel, das später in etlichen unheimlichen Erzählungen angewandt wurde, etwa von Edgar Allan Poe, H. P. Lovecraft und Clark Ashton Smith. Um die Dramatik und Beklemmung zu steigern, kündigten die Verfasser dabei häufig an, später sterben zu müssen oder Selbstmord zu begehen.

### Briefform
Trotz zahlreicher narrativer Kunstgriffe gleicht der Aufbau der Erzählung dem schlichten Muster einer Kriminalgeschichte mit ungewissem Ausgang. Von großer Bedeutung ist im zweiten Buch die Briefform, die zu den erfolgreichsten Stilmitteln der Zeit gehörte und von Schriftstellern wie Jean-Jacques Rousseau, Christian Fürchtegott Gellert (Das Leben der schwedischen Gräfin von G***) und Sophie von La Roche verwendet wurde. Schiller konstruiert mit ihr ein oft unübersichtliches Labyrinth der Ereignisse und reizt die spezifischen Möglichkeiten aus, indem er die Informationen stets häppchenweise präsentiert und individuell einfärbt. Der Leser kann die Motive der Protagonisten nur vage einschätzen, da nicht die Hauptfiguren wie der Prinz, der Armenier oder der Kardinal die Handlung erzählen, sondern lediglich Beobachter. Das spannungserzeugende Verwirrungsspiel des Geistersehers zeigt, dass Schiller im Vergleich zu anderen Autoren mit den Briefen keine aufklärerischen Zwecke verfolgte: Charlotte von Lengefeld und ihrer Schwester gestand er im Februar 1789, dass er nur die Phantasie des Lesers ansprechen, nicht hingegen Wahrheiten vermitteln wolle.

## Bedeutung und Interpretationsansätze
Der Geisterseher beleuchtet nicht nur Probleme fiktionalen Erzählens, sondern auch Eigenheiten von Schillers Geschichts- und Gesellschaftsdarstellung.

### Schillers Selbsteinschätzung
Schillers Erzählungen sind im Vergleich zu seinen anderen Werken weniger bekannt. Da er mit seinem Text Merkwürdiges Beispiel einer weiblichen Rache lediglich eine Vorlage von Denis Diderot übersetzte und mit Haoh-Kiöh-Tschuen einen aus dem Chinesischen übersetzten Roman fragmentarisch bearbeitete, gibt es neben dem Geisterseher nur drei weitere Erzählungen aus seiner Feder: Spiel des Schicksals, Eine großmütige Handlung und Der Verbrecher aus verlorener Ehre, mit denen er reale Begebenheiten aufgriff.
Die Abneigung gegenüber dem Geisterseher-Projekt fügt sich in die selbstkritische Einschätzung seiner Prosa ein. So sprach er vom Romancier als „Halbbruder des Dichters“, wertete die Erzählkunst gegenüber Drama und Lyrik ab und übernahm in den ersten Band seiner Kleineren prosaischen Schriften nur die Erzählungen Der Verbrecher aus verlorener Ehre und Spiel des Schicksals.

### Kantische Ethik

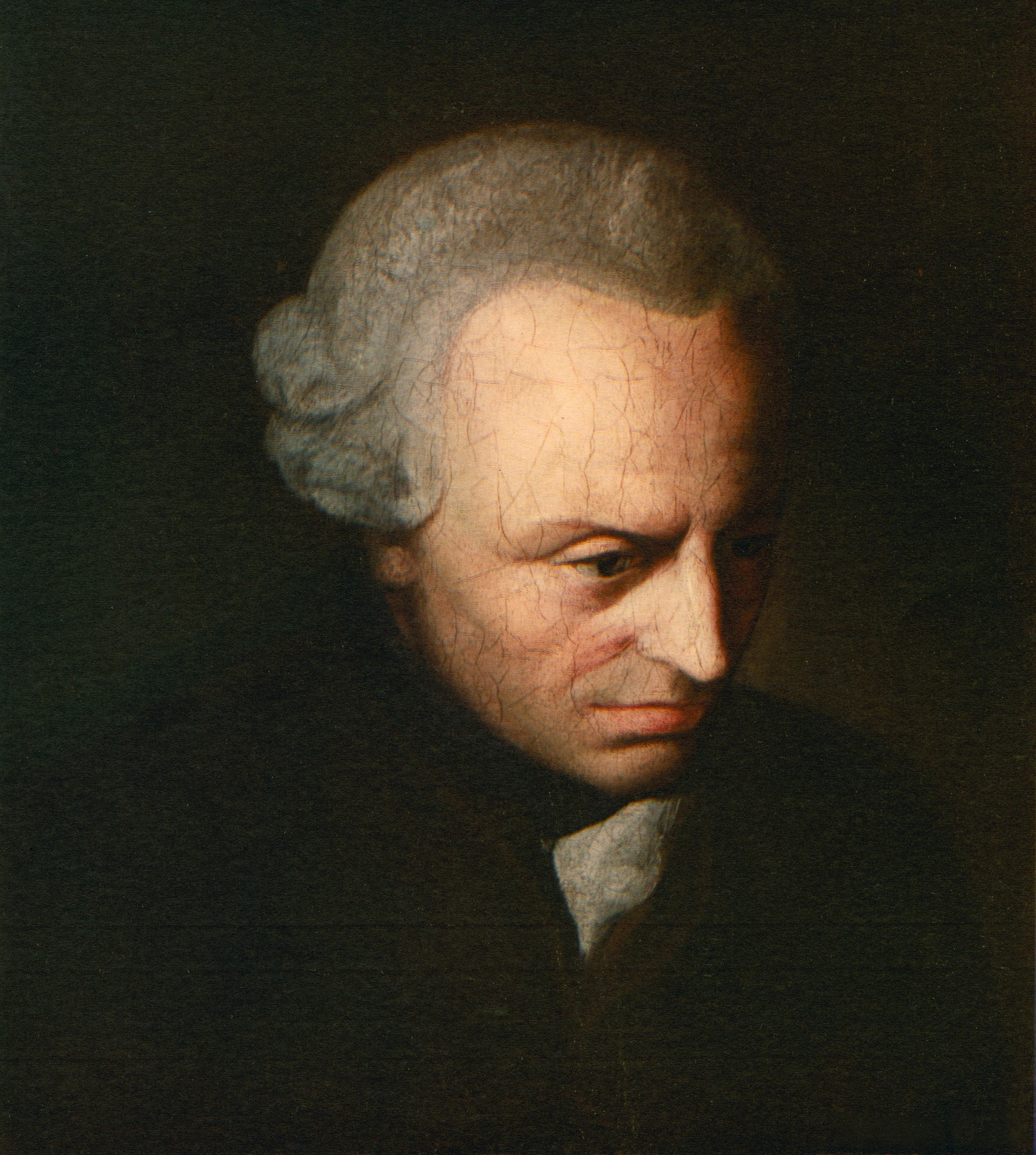
Immanuel Kant: Das Schattenreich ist das Paradies der Phantasten.

Die tragische Liebesgeschichte, die der im Kerker sitzende Betrüger in dialogischer Form erzählt, entspricht einer novellistischen Tradition. Schiller illustriert mit dem Dilemma der Frau, die kurz vor der Heirat ihren Geliebten durch eine Teufelei verliert und nun aus Standeserwägungen dessen sich zunächst sträubenden Bruder heiraten soll, den Kampf zwischen Pflicht und Neigung. Hierbei handelte es sich um eine Grundfrage der Ethik, die Schillers einflussreicher Zeitgenosse und philosophischer Ziehvater Immanuel Kant in der Grundlegung zur Metaphysik der Sitten und der Kritik der praktischen Vernunft behandelt hatte.
Schiller beschäftigte sich intensiv mit seiner Philosophie und wandte sich nach der Ethik der Ästhetik aus der Kritik der Urteilskraft zu. Von Kants deontologischem Ansatz ausgehend, überlegte er, wie die natürliche Neigung mit der reinen, vernunftgeleiteten Pflicht vermittelt werden konnte.
Fehlte im Geisterseher noch die Instanz des freien Willens, setzte Schiller sich in den folgenden weiter mit Kant auseinander und ergänzte in der Abhandlung Über Anmut und Würde dessen strenges Ideal, moralische Maximen nicht aus Neigung zu befolgen, mit dem Bild der schönen Seele. In ihr fallen die Naturanlage und das moralische Gesetz des Kategorischen Imperativs von selbst zusammen wie Natur und Freiheit im Schönen der Kunst.
(→siehe Kant und Schiller).

### Politische Fragen
Der Geisterseher zeigt paradigmatisch einen Teil der damals aktuellen Probleme des europäischen Adels und seines Umfeldes. Am Schicksal eines Prinzen mit ungewisser Zukunft in der Republik Venedig, eine der letzten unabhängigen Stadtrepubliken, verdeutlichte Schiller nicht nur standestypische Verhaltensweisen, sondern auch die Gefährdungen der Kultur des Adels.

Der Sturm auf die Bastille

Bernhard Zimmermann weist auf die Situation freier Schriftsteller hin, die sich den Gesetzmäßigkeiten des Marktes ausgesetzt sahen und sich im Spannungsfeld von Verwertungsinteressen der Verleger und künstlerischer Individualität bewegten. Aus der Abhängigkeit von höfischer Patronage und den Fesseln ständischer Regelpoetik befreit, eröffneten sich für den Schriftsteller neue Möglichkeiten des künstlerischen Ausdrucks. Auf der anderen Seite wurden sie abhängiger von einem anonymen Lesepublikum, das über Erfolg und Misserfolg entschied. Schiller habe zu den Autoren gehört, die sich nicht ohne weiteres den Interessen des Bürgertums anpassen konnten. Sein Gespür für die Widersprüchlichkeiten der gesellschaftlichen Zustände und Umwälzungen nach der Französischen Revolution habe ihn den zwiespältigen Warencharakter literarischen Werke vor Augen geführt. Schiller habe den Menschen mit der Kunst aus seiner „Selbstentfremdung“ befreien und den „ganzen Menschen in uns“ wiederherstellen wollen. Nach anfänglicher Euphorie habe er resigniert auf die Bedürfnisse des bürgerlichen Publikums reagiert.
War 1784 noch das Publikum sein Souverän und Vertrauter, distanzierte er sich nach 1799 – unter dem Einfluss Kants – von der Erwartungshaltung seiner Leser. Er unterschied zwischen „Lieblingsarbeiten“, dem genuin poetischen Schaffen, und „schriftstellerischen Arbeiten“, die auf das „reale“ Publikum zugeschnitten waren. Der Geisterseher gehöre eindeutig in diese Kategorie.
Für Matthias Luserke-Jaqui zerstört die Aussage des Prinzen, der Mensch sei nur glückselig, „um brauchbar zu sein“, jede Hoffnung auf individuelles Glück, das nun durch einen funktionalen Wert ersetzt wird. Auf diese Position reagiere der Prinz mit einer Frage, die unter dem Blickwinkel des 21. Jahrhunderts sehr modern sei: Was ist man dem Arbeiter schuldig, der nicht mehr arbeiten könne, dem Menschen, der nicht mehr zu brauchen sei? Eine Antwort auf die Frage bleibt aus. Die Liebesgeschichte mit der schönen „Griechin“ bilde ein Pendant zur materialistischen Philosophie des Prinzen mit ihrer deformierenden Wirkung auf den menschlichen Charakter.
Rüdiger Safranski arbeitet Parallelen zum Drama Don Karlos heraus und vergleicht den Marquis Posa mit dem Armenier. Wie dieser hülle sich der Marquis in ein Geheimnis und spiele mit seinem Freund und der Königin wie mit Schachfiguren. Don Karlos wie der Prinz würden von einem überlegenen, unsichtbaren Geist gesteuert, wenn auch der Marquis als Lichtgestalt, der Armenier als Dunkelmann erscheint. Dass der Prinz danach die Intrige scheinbar so rasch aufklärt, erweist sich für ihn als verhängnisvoll: Er verlässt sich zu sehr auf seinen Verstand, wähnt sich in Sicherheit und grenzt sich von alten Gefährten stolz und hochmütig ab. Er verliert die Bindungen, die ihm immer wichtig waren, wird maßlos und verhält sich wie ein Libertin, der sich zwar von keinem Mystizismus mehr blenden lässt, dem aber auch nichts mehr heilig ist. Der Armenier wird den Prinzen „befreien“ wie einen Sklaven, der „mit der Kette am Fuß“ entflieht und deshalb leicht wieder einzufangen und für andere Zwecke zu gebrauchen ist. Er darf sich im Taumel der Feste gehen lassen und Schulden anhäufen. Wenn er endlich seelisch zerstört und haltlos ist, wird er aus Schwäche in die „starke Hand der Kirche“ zurückkehren, wie am Ende geschildert wird. Aus einem sensiblen Melancholiker wird ein Skeptiker, Freigeist, Libertin und reumütiger Sünder. Der Weg führt aus der Dämmerung ins falsche Licht und wieder zurück in die Finsternis.

### Charakter und Erziehung
Abweichend von seinen frühen Dramen des Sturm und Drang stellt Schiller den Helden als eher passive, mitunter widersprüchliche Persönlichkeit vor, die von „schwärmerische Melancholie“ geprägt ist. Der Prinz erscheint einerseits als stiller und sensibler Mensch, der nach Venedig kommt, um sich dort zurückzuziehen und zu verwirklichen, andererseits als mutig und hartnäckig. Die uneindeutige, ja paradoxe Eigenart seines Wesens zeigt sich etwa darin, dass er „dazu geboren war, sich beherrschen zu lassen, ohne schwach zu sein“, gleichwohl aber „unerschrocken und zuverlässig, sobald er einmal gewonnen war.“ Er ist bereit, „ein erkanntes Vorurteil zu bekämpfen“ und „für ein anderes zu sterben.“
Dem Charakter fehlen Züge, die auf Erfahrung, Reife und Selbstsicherheit hinweisen, wodurch er aus Sicht der Aufklärungspädgaogik als ungeprägt gilt. Zu schwach, um sicher seinen eigenen Weg zu gehen oder zu urteilen, kann er leichter für andere Zwecke eingesetzt und missbraucht werden.

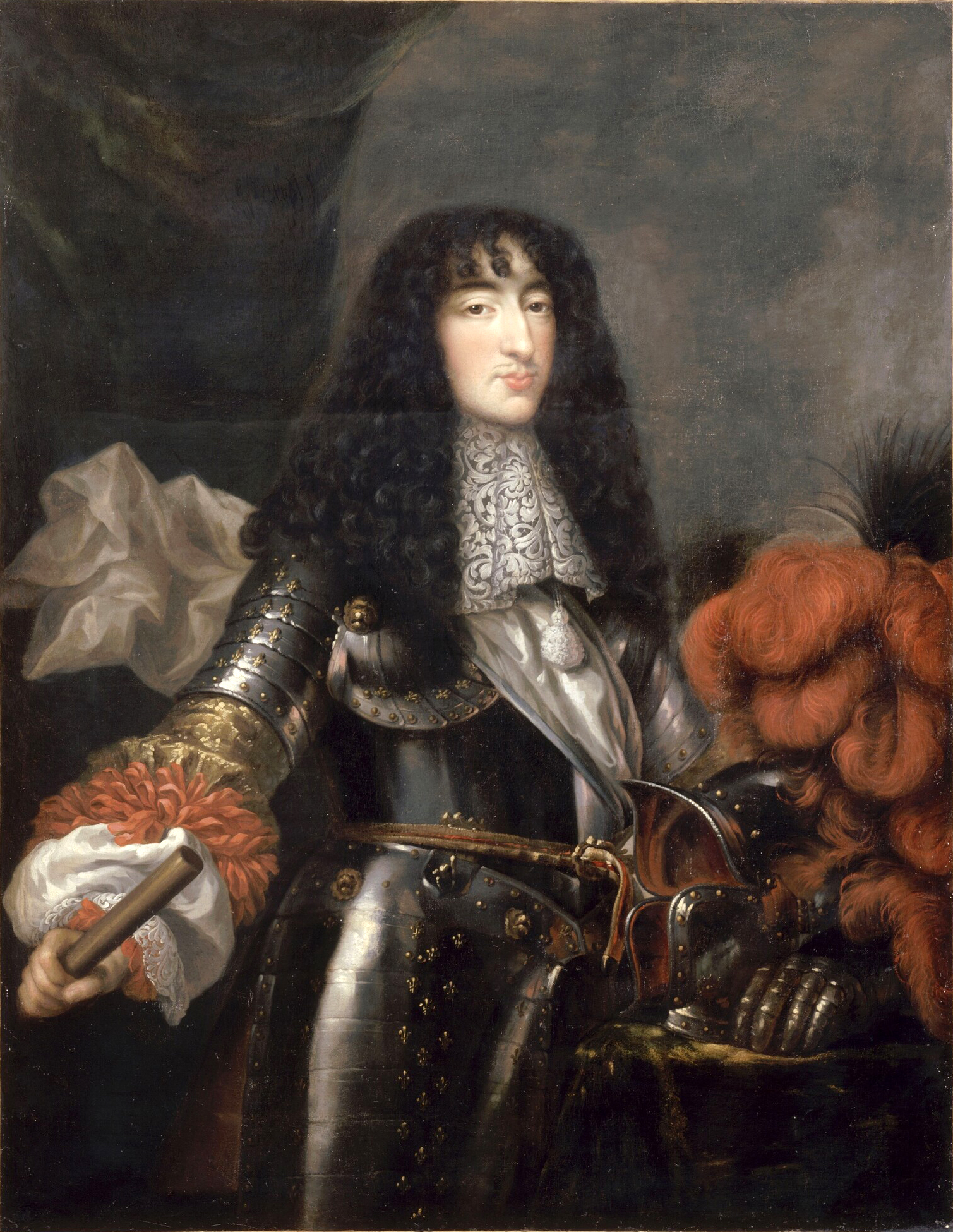
Philippe, Herzog von Orléans, Gemälde von Antoine Mathieu

Erscheinen diese Eigenschaften zunächst als persönlich-schicksalhafte Anlage, werden im weiteren Verlauf der Lektüre auch Fragen der Erziehung deutlich.
Als Schiller seinen Roman schrieb, war bekannt, dass eine bestimmte Prägung der Kinder auch für Zwecke der Staatsraison eingesetzt werden konnte. Eine geschickte Beeinflussung sollte sich im späteren Machtspiel der Kräfte auswirken, um etwa mögliche Konkurrenten designierter Herrscher zu schwächen. So war Schiller das Schicksal Philippe I. de Bourbon geläufig, des Bruders Ludwig XIV., der so geprägt wurde, dass er dem späteren Sonnenkönig nicht in die Quere kam.
Auch persönlich gab es Berührungspunkte, da Schiller aus seiner Zeit in der Karlsschule die Erziehungsmethoden kannte, die auf spätere Repräsentation zielten. Das aristokratische Erziehungsideal, das etwa in Castigliones Il Libro del Cortegiano vermittelt wurde, verlangte auch für den Geburtsadel neben den militärischen Tugenden eine Weltläufigkeit, die durch umfassende Bildung erreicht werden sollte, eine Bildung die dem Prinzen trotz seines Hintergrundes nicht vermittelt wurde.
Dass der Erzähler einer späteren Korrektur bestimmter Einflüsse oder Fehler eher skeptisch gegenübersteht, deutet auf ein mechanistisch-deterministisches Erziehungsmodell. Die verzweifelten Versuche, die Vorgänge aufzuklären sind letztlich vergebens und schlagen in ihr Gegenteil um: Der Prinz kann sich aus dem Geflecht unheimlicher Verstrickungen und der selbst verschuldeten Unmündigkeit nicht mehr befreien.

### Individuum und Großstadt

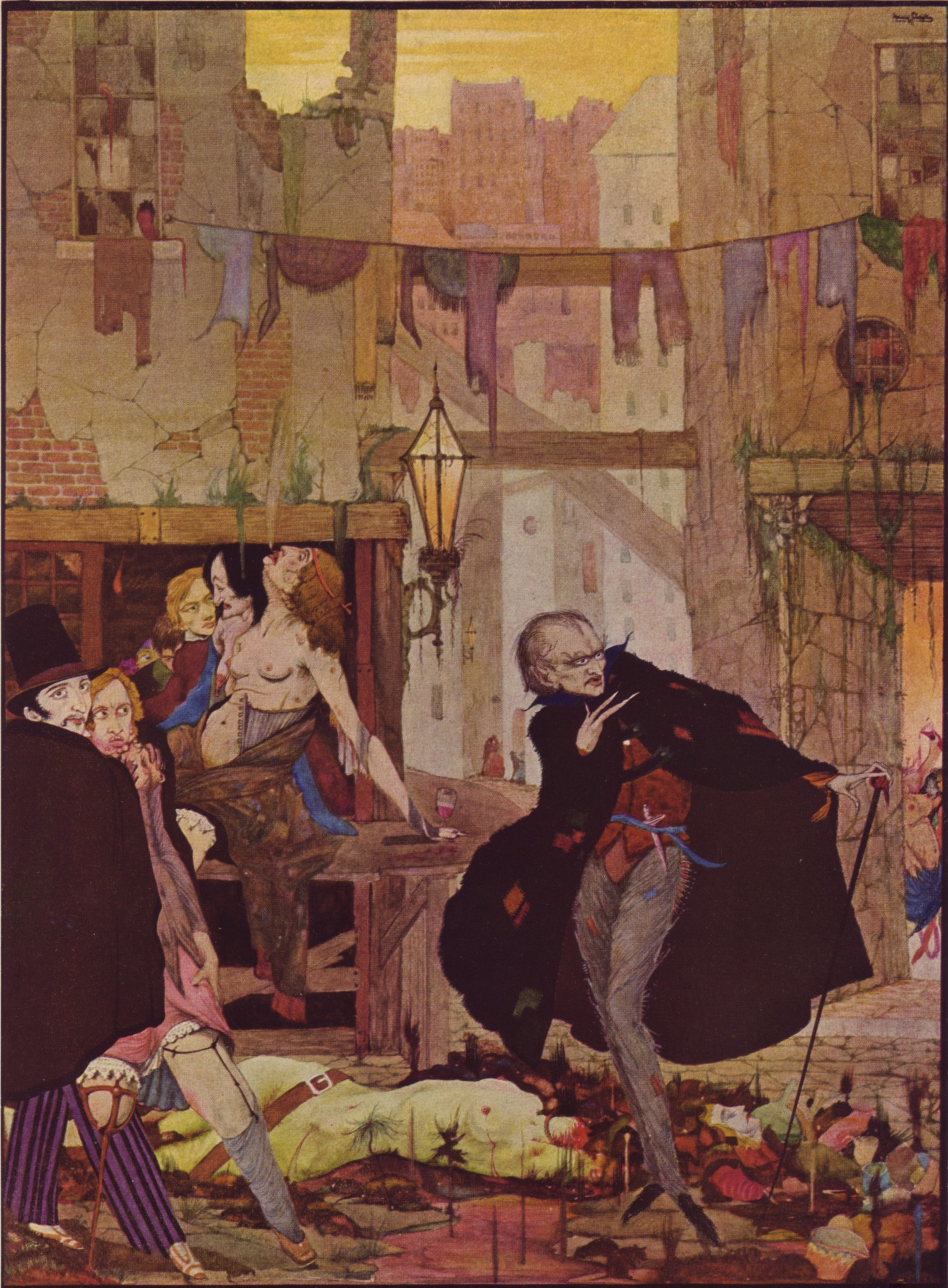
Illustration von Harry Clarke für Poes Der Mann der Menge, Ausgabe von 1923

Wie andere romantische Helden – Heinrich von Ofterdingen, William Lovell, Medardus und Schlemihl – ist auch der Prinz ein Reisender und trifft den Memoirenschreiber Graf von O., der ebenfalls unterwegs ist, in einer Stadt, die für spätere Schriftsteller häufig zum Ausgangspunkt oder Hintergrund ihrer Erzählungen werden sollte.
Schillers Venedig-Bild war von zeitgenössischen Berichten und Wilhelm Heinses „Ardinghello“ beeinflusst, vermutlich ebenfalls von Le Brets „Staatsgeschichte der Republik Venedig“ von 1769 sowie dessen Vorlesungen über die Statistik von 1783.
Mit Venedig bewies Schiller seinen Sinn für Ortsfragen der Kolportageliteratur und gab der Imagination ein Spielfeld, auf dem sich Dichter in einer fremden Sphäre entfalten konnten, während das eigene Land, so Rudolf Schenda, nicht Gefahr lief, als „unzivilisiert“ zu erscheinen.
Für Schiller ungewöhnlich, spricht er im Geisterseher auch das Verhältnis zwischen Individuum und Großstadt an und schildert die Stadt in einer Weise, die bereits auf das 19. Jahrhundert und das Lebensgefühl der Moderne vorausweist.
Der Prinz, ein einsamer Fremdling, „in seine Phantasiewelt verschlossen“, durchstreift „mitten in einem geräuschvollen Gewühle von Menschen“ die Gassen und Straßen, eine Schilderung, die sowohl an Edgar Allan Poes Der Mann der Menge wie Walter Benjamins Beschäftigung mit Charles Baudelaire und dessen Fleurs du Mal erinnert. In seiner Kurzgeschichte griff Poe das Motiv des verfluchten Wanderers auf und schilderte einen Flaneur, der London durchstreift und nie zur Ruhe zu kommen scheint.
Für Benjamin, der Paris immer wieder literarisch thematisierte, repräsentierte Baudelaire den Typus des neuen Großstadtmenschen, den er in seinem fragmentarischen Passagen-Werk als melancholischen Wanderer beschrieb.

## Rezeption
Schon auf den ersten Teil der Erzählung im Januar 1787 folgte ein positives Echo, das indes weniger auf die von Schiller aufgeworfenen gesellschaftlichen Fragen einging, sondern primär vom Interesse an einer Fortsetzung geprägt war. So las man in einer Ausgabe der Gothaischen gelehrten Zeitung vom Juni 1787: „Ein äußerst interessanter Aufsatz, meisterhaft geschrieben. Die Erzählung bricht da ab, wo man der Auflösung nahe zu seyn glaubt. Wir sehen der Fortsetzung mit Verlangen entgegen. Gewiß wird sich der Herausgeber seinen Lesern sehr verbinden, wenn er ihre gespannte Neugier so bald als möglich befriedigt.“ Auch auf die Fortsetzung im fünften Heft reagierten Rezensenten und das Publikum begeistert und forderten weitere Teile.

### Fortsetzungen
Da Schiller den Roman trotz zahlreicher Bitten nicht vollendete, das Echo im Publikum aber erheblich war, versuchten viele Autoren, ihn fortzusetzen oder nachzuahmen, eine Tendenz, die bereits im 18. Jahrhundert einsetzte und in dieser Fülle von keinem anderen deutschen Roman ausgelöst worden ist. Wie Gero von Wilpert ausführt, nutzten viele der häufig anonymen und literarisch unbedeutenden Werke die Zugkraft des originalen Titels, streuten Versatzstücke des traditionellen Geisterromans mit ein und verknüpften dies mit politischen Machenschaften von Geheimgesellschaften.
In ihnen lässt sich häufig ein schlichter Kronprätendent von Tricks und raffinierten Inszenierungen gefangen nehmen und gerät so zunehmend unter den Einfluss des Betrügers oder aber er verlässt sich zu sehr auf seine geistigen Fähigkeiten, da er die Gaunereien zunächst durchschaut, später aber in vermeintlicher Sicherheit leichter Opfer der Intrigen wird.
Zu den Nachfolgern, die bereits zu Lebzeiten Schillers geschrieben wurden, gehören:
- Lorenz Flammenbergs (d. i. Karl Friedrich Kahlert) Der Geisterbanner. Eine Wundergeschichte (1790)
- Cajetan Tschinks dreiteilige Geschichte eines Geistersehers. Aus den Papieren des Mannes mit der eisernen Larve. (1790–1793)
- Heinrich Zschokke ebenfalls dreiteiliges Werk Die schwarzen Brüder (1791–1795), Veit Webers Die Teufelsbeschwörung (1791)
- Georg Ludwig Bechers Der Geisterseher. Eine venetianische Geschichte wundervollen Inhalts (1794)
- Karl August Gottlieb Seidels Die Geisterseherin Gräfin Seraphine von Hohenacker. 3 Teile, 1794–1796
- Emanuel Friedrich Follenius’ Der Geisterseher. Aus den Papieren des Grafen von O**. Zweiter und dritter Theil (1796) sowie Enthüllte Geistergeschichten zur Belehrung und Unterhaltung für Jedermann. Ein Pendant zu Schillers Geisterseher (1797)
- Johann Ernst Daniel Bornscheins Moritz Graf von Portokar oder zwei Jahre aus dem Leben eines Geistersehers. Aus den Papieren seines Freundes nebst dessen Jugendgeschichten. 3 Teile, 1800–1801
- Ignaz Ferdinand Arnolds Der Mann mit dem rothen Ermel (1798–1799), Mirakuloso (1802) und Die Nachtwandlerin (1802) sowie
- Gottlieb Bertrands Amina die schöne Cirkassierin (1803).

Einen späten Nachzügler wagte Hanns Heinz Ewers mit der Veröffentlichung seiner Fortsetzung 1922.
Konnten diese Versuche literarisch nicht überzeugen, belegen sie doch durch ihre schiere Zahl die starke Wirkung des schillerschen Fragments bis in das 20. Jahrhundert.

### 18. und 19. Jahrhundert

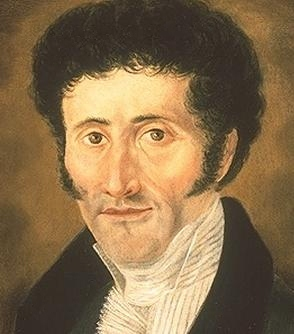
E. T. A. Hoffmann

Viele Werke der Schauerliteratur und anderer Gattungen sind ohne Schillers Vorbild nicht denkbar. Zu ihnen gehören E.T.A. Hoffmanns Roman Die Elixiere des Teufels, Achim von Arnims Die Majoratsherren oder Ludwig Tiecks Geschichte des Herrn William Lovell.
Auch in anderen Erzählungen Hoffmanns – etwa im Sandmann und Novellen aus den Serapionsbrüdern – ist von Geistersehern die Rede. In seiner späten Erzählung Der Elementargeist erklärt der Protagonist Viktor, der Hang zum Wunderbaren und Mystischen sei tief in der Natur des Menschen begründet. Vor allem Der Geisterseher Schillers scheine „die Beschwörungsformeln der mächtigsten schwarzen Kunst selbst zu enthalten.“ Nach der Lektüre des Buches „hatte sich mir ein magisches Reich voll überirdischer oder besser unterirdischer Wunder erschlossen, in dem ich wandelte und mich verirrte, wie ein Träumer.“ Den unheimlichen Major O’Malley vergleicht Viktor mit Schillers Armenier.
Ein weiteres Beispiel ist der Typus des Geheimbundromans, der zahlreiche Anregungen von Schillers Text empfing. Neben häufig schon satirisch gefärbten oder ins Triviale abgleitenden Texten sind Christoph Martin Wielands Geheime Geschichte des Philosophen Peregrinus Proteus, Jean Pauls Die unsichtbare Loge, Achim von Arnims Die Majoratsherren und selbst Goethes Wilhelm Meisters Lehrjahre mit der geheimen Turmgesellschaft bedeutende Vertreter des Genres.
Nicht zuletzt die Auswirkungen der Französischen Revolution erhöhten das Interesse für Rebellionen und Verschwörungen, das erfolgreich angesprochen wurde. Dass Schiller die Thematik bereits vor 1789 ansprach, zeigt – wie in seinen Dramen – den literarischen Instinkt für die großen Gegenstände der Menschheit.

### 20. Jahrhundert
Hugo von Hofmannsthal nahm die Erzählung 1912 in seine erfolgreiche Sammlung Deutsche Erzähler auf. In der von Thomas Mann gelobten Einleitung bescheinigte Hofmannsthal Schiller ein Auge für die „großen Verhältnisse“ und „weit angelegten Staatsintrigen“ zu haben. In der Erzählung seien „vielerlei Menschen in ein großes Geschick verknüpft“, und Schiller stehe mit der Fähigkeit, das Politische zu thematisieren, „fast allein unter den Deutschen“, da diese Seite ihre Stärke nicht sei.
Das Fragment diente als Vorlage für den 1923 veröffentlichten Film Der Geisterseher.

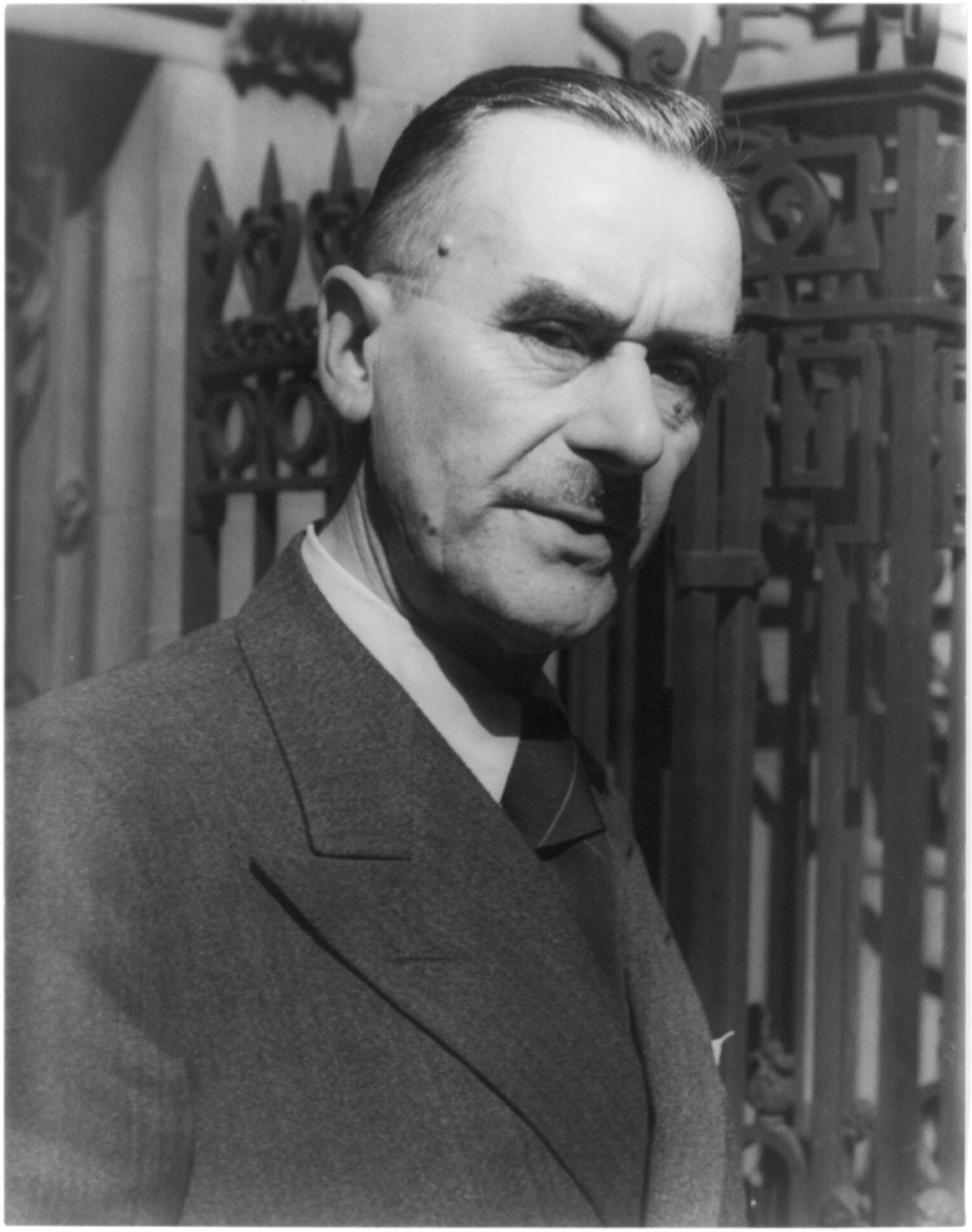
Thomas Mann, 1937, Foto von Carl van Vechten

Der Einfluss des Geistersehers auf die Prosa Jakob Wassermanns war für Thomas Mann ein Beispiel für die Aktualität Schillers. Die Frage, ob Schiller noch lebe, sei zudem eine „recht deutsche“ und zeige einen „Mangel an Selbstbewusstsein“. Schillers Einfluss sei auch in modernen Werken spürbar, wie er anlässlich einer Rundfrage 1929 schrieb.
In seinem Versuch über Schiller bezeichnete er den Geisterseher als „prachtvollen Sensationsroman“. Ein aufgeregtes Publikum habe den Autor bestürmt, sein Werk zu vollenden. Schiller habe sich im Roman aber, ebenso wenig wie in der Lyrik, in „seinem Reiche gefühlt“ und das Weiterschreiben verweigert. Seine Künstlernovelle Der Tod in Venedig spielt ebenfalls in der von Dekadenz und Morbidität geprägten Stadt. War es im Geisterseher die schöne Frau, so ist es in der Novelle der ätherische Knabe Tadzio, dem der Protagonist verfällt. Gibt sich der Prinz am Ende einem Taumel aus Spiel und Verzweiflung hin, wird Aschenbachs hoher Anspruch als Künstler und Leistungsethiker zunehmend in Frage gestellt.
Für Rein A. Zondergeld schuf Schiller mit seinem unvollendeten Roman nicht nur ein Hauptwerk des deutschen Schauerromans, sondern eines der einflussreichsten Werke der deutschen phantastischen Literatur. In der englischen Übersetzung habe sich das Werk zu einem wesentlichen Vorbild für die Gothic Novel entwickelt.
Gerhard Storz wies auf die Eigentümlichkeit des Geistersehers als Zeitroman hin, der trotz seines fragmentarischen Charakters „ein exemplarischer Repräsentant seiner Gattung“ sei und von der Thematik und Anlage her so unvermittelt erscheine, dass sich Fragen nach Quellen und Anregungen aufdrängen würden. Mögen Geisterseherei und die Cagliostro-Begebenheit auch als bekannt vorausgesetzt werden, ist eine literarische Vorlage für ihn nicht ersichtlich. Hätte Schiller das Werk anonym veröffentlicht, käme der interessierte Leser nicht ohne weiteres auf den Verfasser. Anderseits gibt es für Storz wohl kein anderes Werk aus Schillers Feder, das seinen Einfallsreichtum und seine gestalterische Kraft so deutlich und gleichsam nackt zeigt.
Für Benno von Wiese gehört das Werk stofflich in den Bereich der Kolportage, während es der Intention nach der didaktischen Aufklärung zuzuordnen und mit der Tradition moralischer Erzählungen des 18. Jahrhunderts verbunden ist.
Schillers Prosa sei von den historischen Schriften nicht zu trennen und als Beitrag zur Zeitgeschichte einzustufen, während die genuin historischen Schriften wiederum „poetisch freie Gestaltungen wahrer Überlieferung“ seien.
Wegen des Dokumentarcharakters des Erzählwerks und dem poetischen Anteil der historischen Werke sei die Kluft zwischen ihnen eine scheinbare. Am Anfang der kurzen Erzählung Eine großmütige Handlung hatte Schiller davor gewarnt, die Existenz „in der wirklichen“ Welt könne durch die „gekünstelte [...] in einer idealischen Welt“ untergraben werden, sich mit seiner Prosa somit gegen eine eskapistische Romantisierung der Welt gewandt.
Martin Greiner geht auf den unterhaltenden Charakter des Fragments ein. Bei aller Hochschätzung seiner Qualitäten sollte man die kolportageartigen Elemente nicht übersehen und das Werk nicht aus dieser Sphäre herauszuheben versuchen. Dass Schiller zu unterhalten verstand, zeige gerade sein dichterisches Talent. Gegenüber von Wiese betont er die Nähe zum dramatische Werk: Im ersten Teil geht es Schiller vor allem um die geheime Fernsteuerung der Menschen, was er als „technische Studie des Dramatikers“ wertet, der die Figuren seiner Stücke wie an Fäden über die Bühne bewegt.
Ähnlich wie Greiner kann auch Emil Staiger keine wesentlichen Unterschiede zwischen Schillers Prosa und seinen frühen Dramen erkennen. Hier wie dort dominiere der Wille des Dramatikers, auf die Gemüter der Leser oder Zuhörer zu wirken, alle anderen Erwägungen. Die Qualität des Werkes bemesse sich an der Frage, welcher Einfluss beabsichtigt sei und wie er umgesetzt werde.
Für Waldemar Bauer konstatieren die unterschiedlichen Interpretationsansätze dem Werk eine Sperrigkeit gegen literarische Formtraditionen und Kategorien. Die Widersprüche des Fragments belegen für ihn gerade das „Prozesshafte der Literatur“ und sind Ausdruck gebrochener Wirklichkeitserfahrung.
Für Gero von Wilpert ist der Geisterseher das wohl am häufigsten übersehene Werk der deutschen Klassik, das nahezu vollständig die Sorgen, Vorstellungen und Ängste der Epoche versammelte. Nach seiner Auffassung ist es kein eigentlicher Gespensterroman, da Schiller vorrangig den politischen Missbrauch des Geisterglaubens darstellen wollte, dabei aber, über die Ängste der Leser hinaus, ein Missbehagen an der vordergründig rationalen Welterklärung zum Ausdruck brachte und Wege zu tieferen Wahrheiten andeutete. Er lobt den „nüchten-luziden Erzählstil“ und die „schlüssige Kompositionskunst“ Schillers, welche die Literaturwissenschaft übersehen habe und nennt das Fragment ein „unbekanntes Meisterwerk“.
Rüdiger Safranski spricht von einem „romantischen Roman“, den Schiller noch vor der Zeit geschrieben habe. Schon das Interesse an Venedig sei romantischer Natur. Der Dichter sei der erste, der das Abgründige der Stadt wirkungsvoll imaginiert habe. Mit dem Geisterseher beginne das Motiv vom „Tod in Venedig“, das wenig später in Heinses Ardinghello fortgeschrieben werde, einem Werk, in dem Venedig gänzlich als Hauptstadt von Liebe, Lust und Tod erscheine. Spätere Autoren hätten ihre Helden mit dionysischen Liebesschicksalen immer wieder nach Venedig geschickt.
Um Schillers fiktives Manuskript einer Fortsetzung des Geistersehers geht es in Kai Meyers Roman Die Geisterseher von 1995.

### Textausgaben
1. Thalia. Viertes Heft (1787) – Achtes Heft (1789). Göschen, Leipzig.
2. Von Schiller betreute Buchausgaben:
- Friedrich Schiller: Der Geisterseher. Aus den Memoiren des Grafen von O**. Göschen, Leipzig 1789. (Digitalisat und Volltext im Deutschen Textarchiv)
- Friedrich Schiller: Der Geisterseher. Aus den Memoiren des Grafen von O**. Erster Theil. Neue vom Verfasser auf neue durchgesehene und vermehrte Auflage. Göschen, Leipzig 1792.
- Friedrich Schiller: Der Geisterseher. Aus den Memoiren des Grafen von O**. Erster Theil. Dritte verbesserte Ausgabe. Göschen, Leipzig 1798.

Aktuelle Ausgaben:
- Friedrich Schiller: Der Geisterseher. Aus den Memoiren des Grafen von O** (nach der 3. Buchausgabe). In: Sämtliche Werke hrsg. von Gerhard Fricke und Herbert G. Göpfert, 5. Band. Hanser München, 1967.
- Friedrich Schiller: Der Geisterseher. Aus den Memoiren des Grafen von O***, Sämtliche Werke, Band III, Gedichte, Erzählungen, Übersetzungen, Deutscher Bücherbund, Stuttgart
- Friedrich Schiller: Der Geisterseher. Aus den Memoiren des Grafen von O***. Suhrkamp, Frankfurt am Main 1978, ISBN 3-518-04269-6 (Erstausgabe)
- Friedrich Schiller: Der Geisterseher. Aus den Memoiren des Grafen von O***. Hrsg. v. Matthias Mayer. Reclam, Ditzingen 1996, ISBN 3-15-007435-5.

### Sekundärliteratur
- Peter-André Alt: Der Geisterseher. In: Schiller, Leben – Werk – Zeit, Band I, Viertes Kapitel, C.H.Beck, München 2009, ISBN 978-3-406-58681-1, S. 567–585.
- Waldemar Bauer: Untersuchungen zum Verhältnis des Wunderbaren und Rationalen am Ausgang des achtzehnten Jahrhunderts, dargestellt an Schillers „Geisterseher“, Technische Universität Hannover, Diss.,1978, 178 Seiten
- Klaus Deinet: Friedrich Schiller. Der Geisterseher, München, 1981.
- Adalbert von Hanstein: Wie entstand Schillers Geisterseher? Berlin 1903.
- Helmut Koopmann: (Hrsg.) Schiller-Handbuch. Kröner, Stuttgart 2011. ISBN 978-3-534-24548-2. S. 750–753
- Matthias Luserke-Jaqui: Der Geisterseher (1787/89), A. Francke Verlag, Tübingen und Basel 2005, ISBN 3-7720-3368-7, S. 174–179.
- Albert Meier: Nicht „con amore“? Friedrich Schillers „Der Geisterseher“ im Widerstreit von Kunstanspruch und Trivialität. In: Dynamik und Dialektik von Hoch- und Trivialliteratur im deutschsprachigen Raum im 18. und 19. Jahrhundert. II: Die Erzählproduktion / Dynamique et dialectique des littératures ‹noble› et ‹triviale› dans les pays germanophones aux XIIIe et XIXe siècles. II: La production narrative. Herausgegeben von Anne Feler, Raymond Heitz, Gérard Laudin. Würzburg 2017, S. 213–224.
- Heiko Postma: »Die Fortsetzung folgt ...« Friedrich Schiller (1759-1805) und sein Roman »Der Geisterseher«. Hannover : jmb-Verlag, 2010. ISBN 978-3-940970-14-5.
- Gero von Wilpert: Schillers »Geisterseher«. In: ders.: Die deutsche Gespenstergeschichte. Motiv, Form, Entwicklung (= Kröners Taschenausgabe. Band 406). Kröner, Stuttgart 1994, ISBN 3-520-40601-2, S. 151–158.